# Lech
Der Lech ist ein rechter Nebenfluss der Donau. Der 256 km lange Fluss entsteht in Vorarlberg im Hochtannberggebiet durch den Zusammenfluss des Spullerbachs und des Formarinbachs im Tannläger. Er fließt durch Tirol und Südbayern, wo er in die Donau mündet. Kurz vor der österreichisch-deutschen Grenze nimmt er die Vils auf, bildet vor Füssen den künstlichen Lechfall und durchquert auf seinem Weg Schwaben und Oberbayern. Die größten Städte am Lech sind Landsberg und Augsburg; in dieser Großstadt nimmt er seinen größten Nebenfluss auf, die Wertach. Bei Marxheim mündet der Fluss in die Donau.

## Etymologie
Inschriften von 8/7 v. Chr. belegen einen keltischen Stammesnamen Licates ‚Likatier‘. Strabon verortet diese Volksgruppe Anfang des 1. Jahrhunderts in der Provinz Raetia. Genauere Angaben zum Siedlungsgebiet finden sich in antiken Quellen nicht, sodass ein Zusammenhang des Stammesnamens mit dem Flussnamen nur vermutet werden kann.
Der Fluss selbst wird im 2. Jahrhundert als Likios bzw. Likias genannt. Um das Jahr 570 findet sich der Name Licca. Im 8. Jahrhundert tauchen dann Bezeichnungen wie Lecha und Lech auf. Der Begriff Licus wird aber noch im Jahr 1059 verwendet.
Der Name wird von einigen Forschern in Analogie zum kymrischen Wort llech ‚Steinplatte‘ und zum bretonischen lec’h ‚Grabstein‘ gesehen, und damit wird eine Wortbedeutung von Lech als ‚der Steinige‘ als möglich angesehen. Andere Herleitungen stellen den Namen zum indogermanischen Wortstamm *leik-  ‚biegen‘ (im Sinne von ‚Gebogener‘) oder *u̯leiku̯- ‚befeuchten‘ (im Sinne von „Befeuchter, Wasserspender der Landschaft“).
Augsburger Humanisten des 16. Jahrhunderts erklärten die Namensherkunft des Lechs auf andere Weise: Sie wussten nichts von einem keltischen „Lici“, sondern glaubten, dass das lateinische „Licus“ vom altgriechischen „Likios“ stammt. Sie nahmen also an, dass die Römer erst aus der griechischen Bezeichnung das Wort „Licus“ schufen. Für diese Humanisten war das plausibel, denn diese vermuteten auch, dass Augsburg in vorrömischer Zeit vom Südosten her besiedelt wurde. Als Wortstamm vermuteten sie das altgriechische Wort „Lykos“. Dieses bedeutet als Hauptwort „Wolf“, als Eigenschaftswort „wild, reißend“, was durchaus für den Fluss Lech passend ist. Diese falsche Herleitung des Flussnamens hielt sich bis ins 19. Jahrhundert und erklärt auch das Wolfsfell, das der Flussgott „Lech“ am Augsburger Augustusbrunnen trägt. Ebenso ist der Flurnamen „Wolfzahnau“ in Augsburg für das Gebiet am Zusammenfluss der Flüsse Lech und Wertach so erklärbar.

## Geographie und Hydrologie

### Flusslauf
Der Lech entspringt im Lechquellengebirge (Vorarlberg) aus seinen zwei Quellbächen Formarinbach (Quelle nahe dem Formarinsee) und Spullerbach, der aus dem Gebiet des Dalaaser Staffel (sh. Stafel) entspringt. Sie vereinigen sich nahe dem Unteren Älpele zwischen dem Formarinsee und Zug. Der Lech fließt zunächst in nordöstlicher Richtung zwischen den Allgäuer Alpen und den Lechtaler Alpen durch Tirol. Auf seinem Weg durch das Lechtal verläuft er durch die Gemeinden Lech, Warth, Steeg, Holzgau, Bach, Elbigenalp, Häselgehr, Elmen, Stanzach, Forchach, Weißenbach, Ehenbichl, Höfen und Lechaschau. Reutte ist der größte am Lech liegende Ort auf österreichischem Gebiet. Im unteren Lechtal passiert der Lech dann Pflach, Musau und Pinswang. 

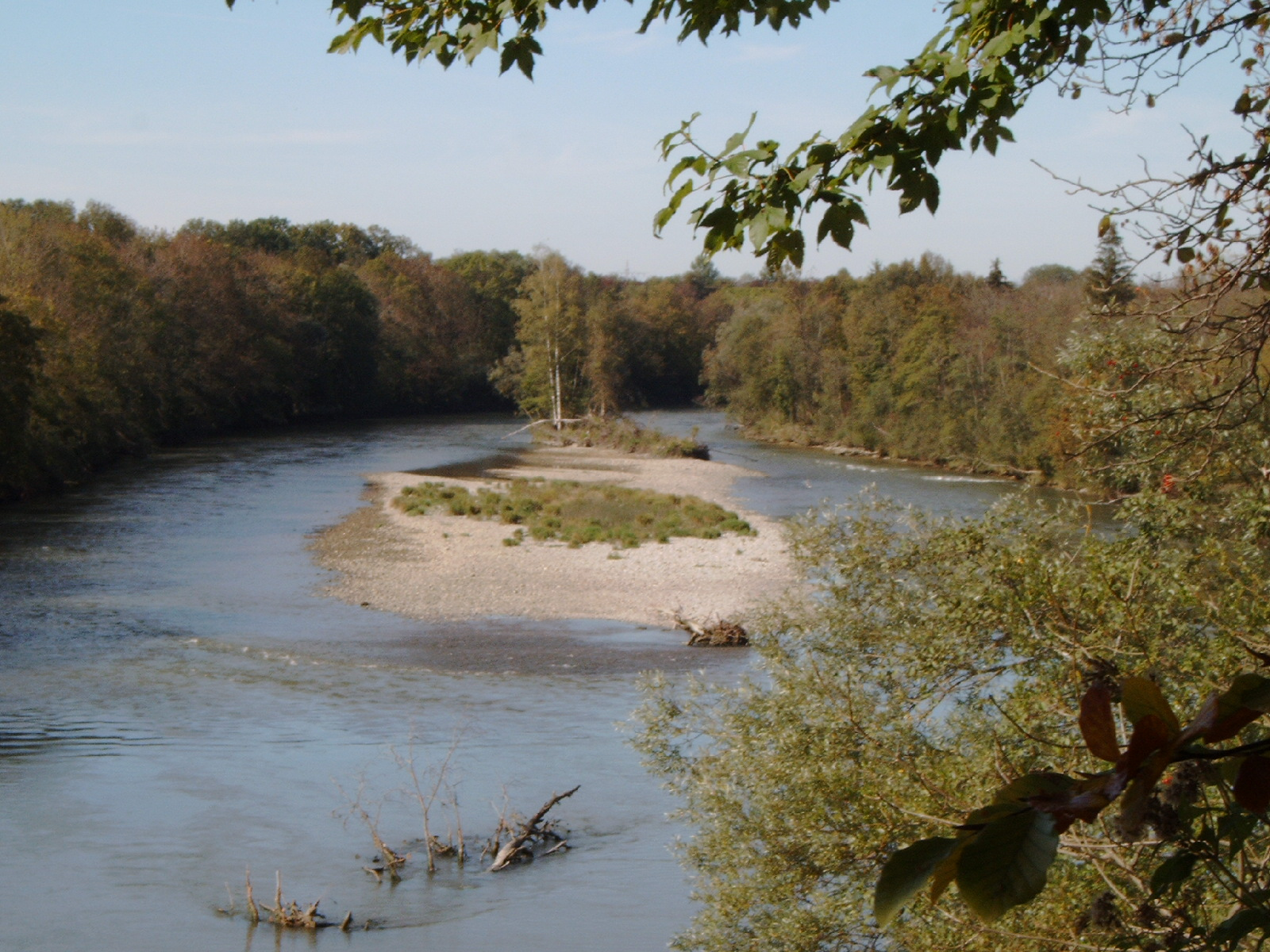
Lechinsel bei Kaufering

Kurz vor der Grenze zu Südbayern nimmt der Lech die Vils auf; gleich dahinter bildet der Fluss an einem etwa 12 m hohen gestuften Wehr den Lechfall. Kurz dahinter durchfließt er Füssen und den Forggensee, den größten der vom Lech durchflossenen 24 Stauseen, unterhalb der Königsschlösser Hohenschwangau und Neuschwanstein. An ihm befinden sich auch die Orte Roßhaupten, Halblech, Rieden und Schwangau. Im weiteren Verlauf nach Norden passiert der Lech Prem, Lechbruck und das Gemeindegebiet Steingaden. Dahinter verläuft er durch die Litzauer Schleife, bei der er noch naturbelassen ist. Danach wird der Lech von der Lechtalbrücke Schongau, der längsten Brücke an seinem Lauf, überquert. Bei Hohenfurch verlief der Rand des früheren mächtigen Lech-Gletschers. Weitere Ortschaften an der nun dichten Folge von Stauhaltungen sind Kinsau, Apfeldorf, Epfach, Reichling, Seestall, Mundraching, Unterdießen und Pitzling, ein Ortsteil der mittelalterlichen Stadt Landsberg am Lech, die vom Lech darauffolgend durchquert wird. Es folgen Kaufering, Schwabstadl, Scheuring, Prittriching und Unterbergen am weiterhin oft aufgestauten Lech. Am Mandichosee bei Merching wird der Lech auch freizeitlich genutzt. Daraufhin durchfließt er das Trinkwasser- und Naturschutzgebiet Augsburger Stadtwald. Schließlich trifft er auf das besiedelte Gebiet der mehr als 2.000 Jahre alten Stadt Augsburg. Dort wird am Hochablass ein Teil des Lechwassers in das Augsburger Kanalsystem abgeleitet.

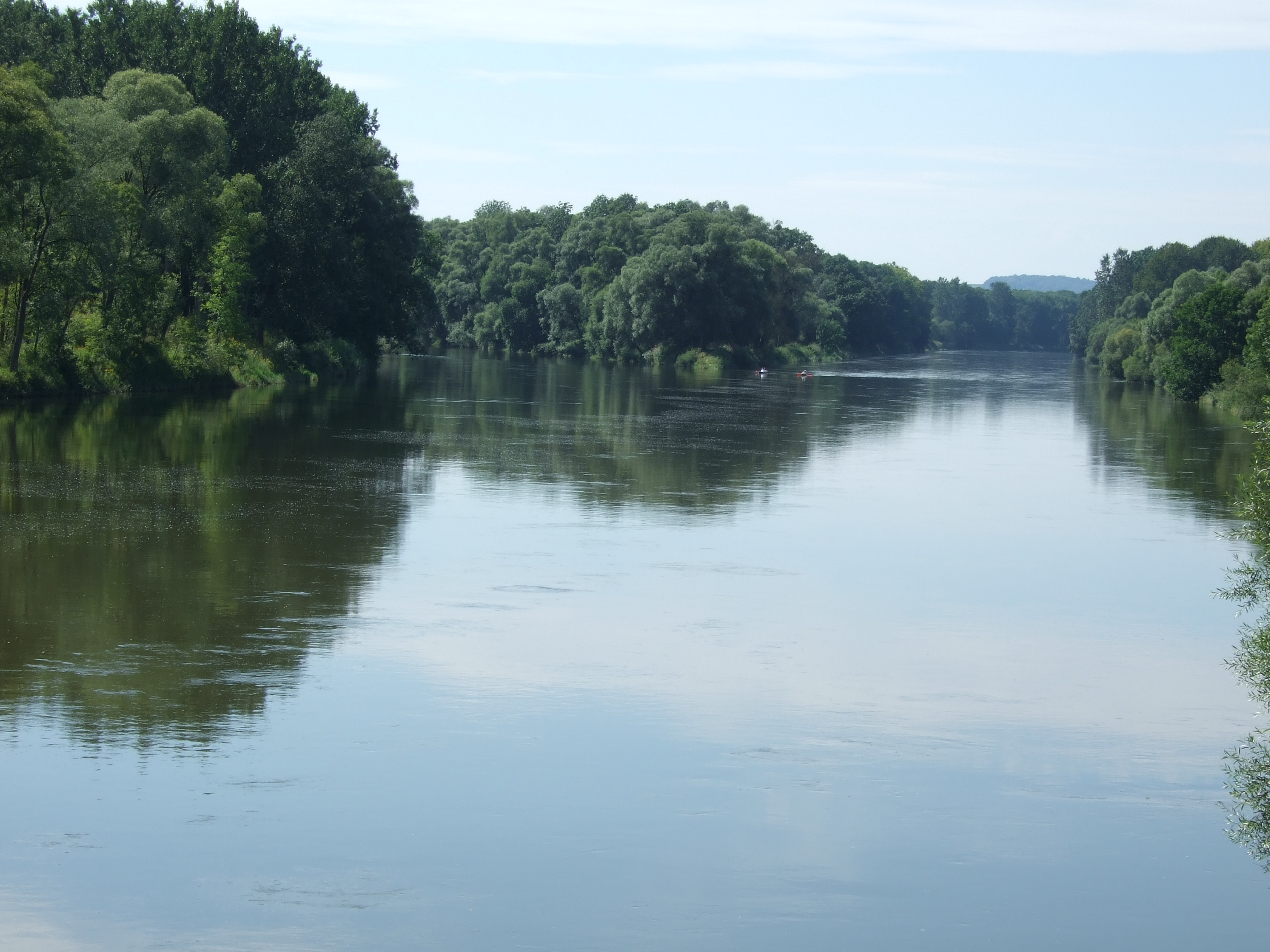
Mündung des Lechs (hinten links) in die Donau (hinten rechts) bei Marxheim

Am nördlichen Ende von Augsburg nimmt der Lech das Wasser der Wertach auf. Ab diesem Punkt ist der Flusslauf sehr stark begradigt und eingedeicht worden. Es folgt die Brücke der Bundesautobahn 8 und das Stauwehr von Gersthofen, wo ein Teil des Wassers in den Lechkanal abgeleitet wird, der die Wasserkraftwerke Gersthofen, Langweid und Meitingen speist. Der Kanal verläuft in geringem Abstand linksseitig parallel zum Lech und mündet hinter Meitingen wieder in den Fluss. Weitere Ortschaften am unteren Lech sind Thierhaupten, Ellgau, Münster, Oberndorf am Lech, Rain und Niederschönenfeld.
Gegenüber von Marxheim, etwa 12 km donauabwärts von Donauwörth, mündet der Lech in die Donau. Das zu Marxheim gehörende Dorf Lechsend liegt wegen Veränderungen im Mündungsbereich heute nicht mehr genau der Mündung gegenüber.

### Länge und Einzugsgebiet
Über die Länge des Lechs gibt es unterschiedliche Angaben zwischen 248 und 285 km. Die bayerischen Wasserwirtschafts- und Flussbauämter nennen einen Wert von 256 km. Es kann davon ausgegangen werden, dass der Lech nach Inn und Isar, für die Werte von 283 km und 295 km angegeben werden, der drittlängste Nebenfluss der Donau auf deutschem Gebiet ist.
1896 wurde das gesamte Einzugsgebiet des Lechflusses mit 4.126 km² angegeben, 1927 sogar mit 4.400 km². Das Bayerische Landesamt für Wasserwirtschaft gibt heute 3.919 km² an. Etwa ein Drittel des Einzugsgebietes liegt auf österreichischem Gebiet.

### Zuflüsse
Die größten Nebenflüsse des Lechs sind die Vils (7,68 m³/s) und die 159 km lange Wertach, deren Mündungsabfluss sich aus den umliegenden Pegeln auf rund 27 m³/s errechnen lässt.
Kleinflüsse wie der Zürser-, Bocks-, Streim-, Horn- und Schwarzwasserbach sind Zuflüsse erster Ordnung, genauso wie der Rotlech, der Archbach und der Halblech. Weitere kleinere Zuflüsse sind das Doldensee- und das Reiserbächlein, die Peitnach, der Rossgraben, die Schönach, der Rottbach und die Illach. Ein letzter Zufluss ist die Münsterer Alte, bevor der Lech sich mit der Donau vereinigt.
Bei Warth mündet der Krumbach in den Lech. Der Krumbach entspringt beim Hochtannbergpass. Der Höhenbach ist der nächste bedeutende Seitenbach. Er mündet bei Holzgau in den Lech und entwässert den bedeutenden Taleinschnitt südlich des markanten Allgäuer Hauptkamms. Er beginnt mit dem Zusammenfluss von Schochenalpbach und Rossgumpenbach. Im Unterlauf des Höhenbachs befindet sich der Simms-Wasserfall.
Der Bernhardsbach mündet beim Ort Elbigenalp in den Lech. Er entwässert den Taleinschnitt zwischen der zentralen Hornbachkette und dem südlich vorgelagerten Bernhardseck.
Erst am Ende der langen Hornbachkette mündet der nächste größere Seitenbach ein, der Hornbach. Er entwässert das Hornbachtal, ein längeres Tal zwischen der Hornbachkette im Süden und dem Allgäuer Hauptkamm mit dem Hochvogel im Norden. Am Anfang der 1960er Jahre wurde der Hornbach zwei Kilometer vor der Einmündung in den Lech durch eine 15 Meter hohe Geschiebesperre (Staumauer) gestaut. In den folgenden Jahren hat die Geschiebesperre hunderttausende Kubikmeter Geröll zurückgehalten. Im Rahmen des neuen Naturschutzgebiets Tiroler Lechtal (siehe beim Abschnitt Schutzgebiete) wurde nun die Geschiebesperre in zwei Stufen in den Jahren 2003 und 2005 teilweise abgetragen. In der Folge verlagerten sich bereits über 100.000 Kubikmeter Geröll in Richtung Lech. Dort trugen sie zu einer Erhöhung der Lechsohle um mehrere Meter bei.
Ein wichtiges Seitental des Hornbachtals ist das Jochbachtal. Der Jochbach entspringt unterhalb des Hornbachjochs und mündet bei Hinterhornbach in den Hornbach. Im unteren Teil bildet der Jochbach eine interessante Klamm aus. Sie ist nicht begehbar, jedoch kann man von der Gufelbrücke in Hinterhornbach sowie von den Wanderwegen ins Jochbachtal aus in die Klamm hinabsehen. Hier handelt es sich um das wildeste und ursprünglichste Tal der Allgäuer Alpen. Zu den Jochbachhütten (Alphütten), die sich ungefähr in Talmitte befinden, führt nicht einmal ein Fahrweg. Sie sind – wie das gesamte Tal – nur auf einem teilweise mühsam zu begehenden Pfad erreichbar.
Zwischen Stanzach und Forchach mündet der Schwarzwasserbach. Das Schwarzwassertal verläuft zwischen der Rosszahngruppe im Süden und den Vilsalpseebergen im Norden.
Der Weißenbach mündet beim gleichlautenden Ort in den Lech. Es kommt mitten aus den Vilsalpseebergen aus dem Birkental zwischen der Leilachspitze im Süden und dem Litnisschrofen im Norden.
Der Lech zwischen Warth und Füssen zählt mit seinen Seitenbächen zu den bedeutendsten noch erhalten gebliebenen Wildflüssen der Alpen. Er wird auch „Tagliamento des Nordens“ genannt (Der Tagliamento in den Südlichen Kalkalpen ist der bedeutendste noch erhalten gebliebene Wildfluss der Alpen). Bestrebungen zur Unterschutzstellung des Lechs endeten Ende 2004 mit der Ausweisung weiter Teile des Lechtals und seiner Seitentäler als Naturschutzgebiet und Naturpark. Eine zunächst anvisierte Ausweisung des Gebiets als Nationalpark ließ sich nicht durchsetzen. Trotz der Unterschutzstellung wird es wohl auch in Zukunft Konflikte zwischen den unterschiedlichen Interessen geben. Denn ein Wildfluss mit seiner ganzen Dynamik und besiedelte Talräume lassen sich nur schwer miteinander in Einklang bringen.
Nördlich von Reutte mündet der Archbach ein, der Abfluss des Plansees.

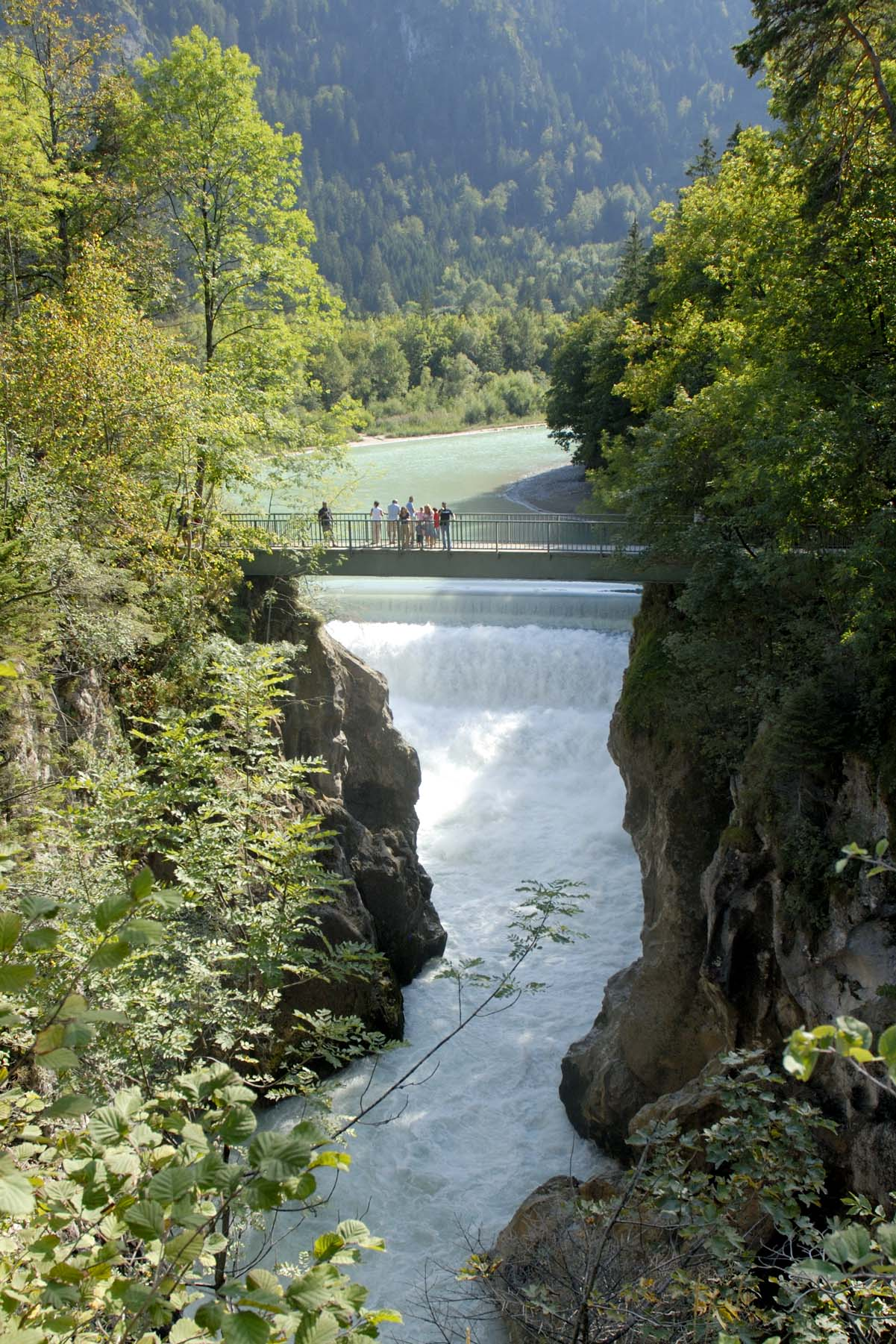
Der Lechfall bei Füssen

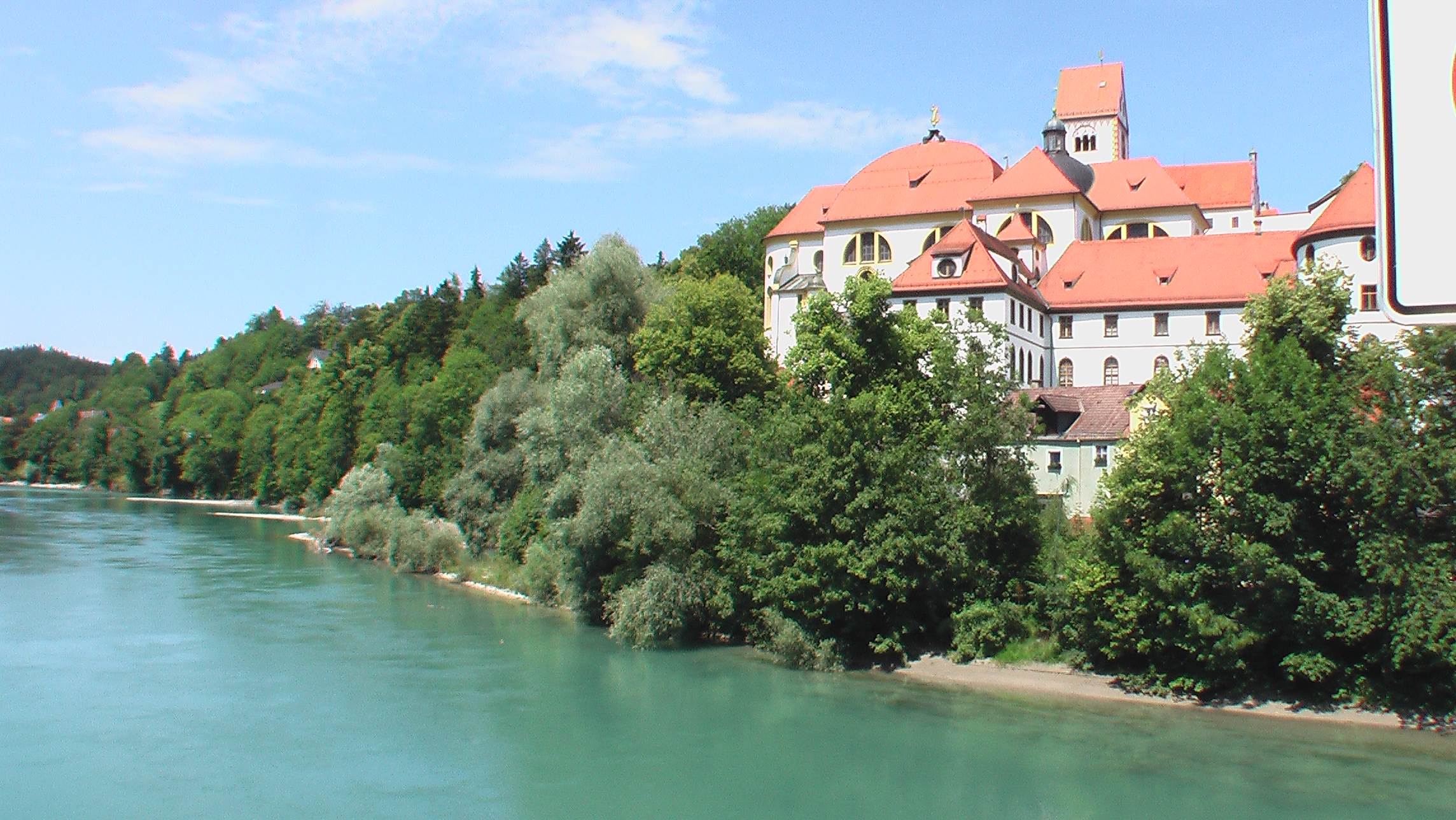
Der Lech bei Füssen

Kurz vor dem Austritt ins Alpenvorland mündet mit der aus den Allgäuer Alpen kommenden Vils der bis dahin wasserreichste Nebenfluss in den Lech. Sie entwässert weite Teile des Tannheimer Tals und des Taleinschnitts bei Pfronten.
Kurz vor Füssen stürzt der Lech im Lechfall wasserfallartig ein ab 1784 erbautes, gestuftes Wehr hinab. Die Stauhaltung oberhalb ist inzwischen vollständig zusedimentiert. Danach zwängt sich der Fluss durch eine klammartige Engstelle, die nach einer hufeisenförmigen Felsvertiefung über der Wand auch selbst als Mangtritt bezeichnet wird. Bei Füssen erreicht der Lech das Alpenvorland und mündet in den Forggensee, den flächengrößten deutschen Stausee, in den die kleinen Zuflüsse Füssener Achen und Mühlberger Ach einmünden.
Unterhalb der Talsperre mündet der Halblech ein. Sein kiesiges Flussbett kann bei totalem Niedrigwasser völlig austrocknen, während ein Hochwasserabfluss von 200 m³/s es vollkommen überflutet.
Bei Steingaden mündet die Illach ein. Ihr Abflussverhalten schwankt ebenfalls stark (zwischen einem Abfluss von 1 m³/s Niedrigwasser, bis 60 m³/s Hochwasser).

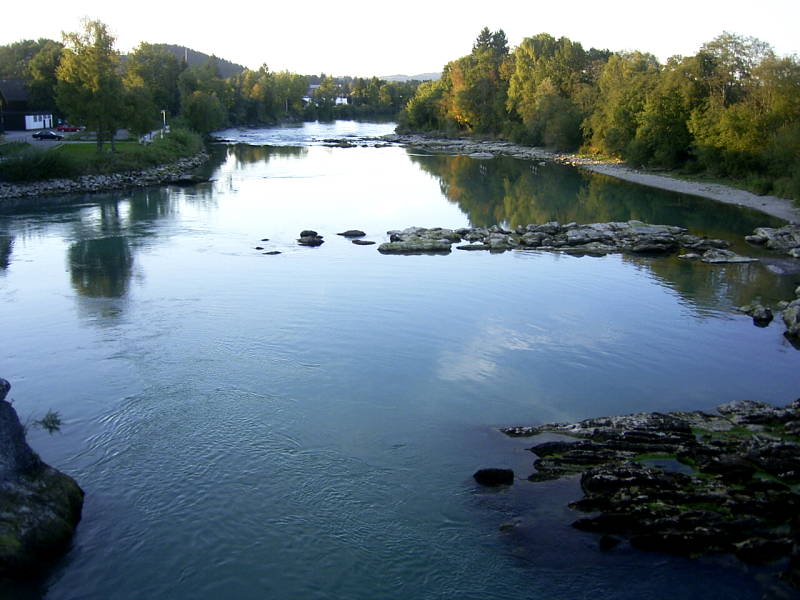
Der Lech in Lechbruck flussabwärts

In der Nähe von Hohenfurch fließt die Schönach dem Lech zu. Auch ihr Abfluss schwankt stark und kann 50 m³/s erreichen.
Nach einem gradlinigen Verlauf in Richtung Norden mündet von links die Wertach ein. Mit 159 km ist sie zugleich der längste und mit einem mittleren Abfluss von 27 m³/s der wasserreichste Lechzufluss. Seine Wasserführung beträgt hier etwa ein Drittel des Lech.
Der letzte Zufluss ist die Münsterer Alte, ein kleiner Fluss, der fast parallel entlang des Lechs verläuft.

### Abflussverhalten

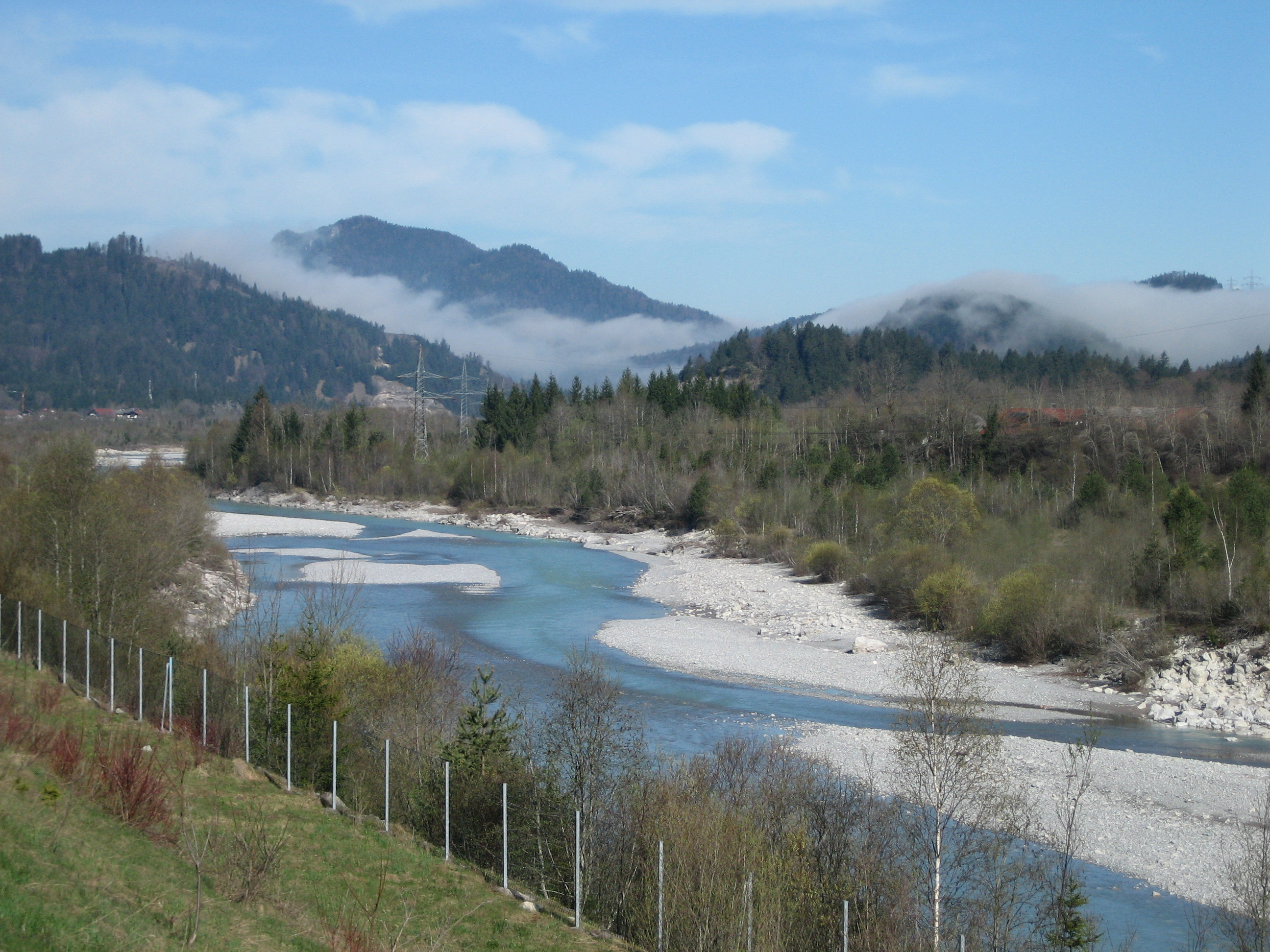
Der Lech bei Reutte

Der Lech entwässert die Lechtaler Alpen sowie Teile der bayerischen Alpen nach Norden zur Donau und damit letztendlich zum Schwarzen Meer hin. Insgesamt umfasst das Einzugsgebiet etwa 3920 Quadratkilometer. Da der Niederschlag im Winter in den Alpen zumeist als Schnee fällt, führt der Lech während der Schneeschmelze im Frühling und Sommer besonders viel Wasser. Mit einem mittleren Abfluss von rund 114 Kubikmetern pro Sekunde ist er mit Flüssen wie dem Neckar vergleichbar, der bei einem Abfluss von 145 m³/s ein dreimal so großes Einzugsgebiet entwässert. Der Abfluss des Lechs schwankt zwischen einem extremen Niedrigwasser von 33 m³/s und einem HQ-200-Wert von 2.300 m³/s.
Der mittlere Abfluss (Reihe 1960–2012) am Pegel Augsburg unterhalb der Wertachmündung, dem letzten Pegel vor der Mündung, beträgt 113 m³/s. Dieser Pegel liegt knapp 39 km oberhalb der Mündung, allerdings ist das unterhalb liegende Einzugsgebiet verhältnismäßig klein, so dass der mittlere Abfluss bei der Mündung in die Donau rund 114 m³/s beträgt. Der Lech belegt damit unter den bayerischen Flüssen Platz sechs hinter Donau (1.490 m³/s), Inn (741 m³/s), Salzach (250 m³/s), Main (211 m³/s) und Isar (175 m³/s).

### Erdgeschichtliche Entwicklung

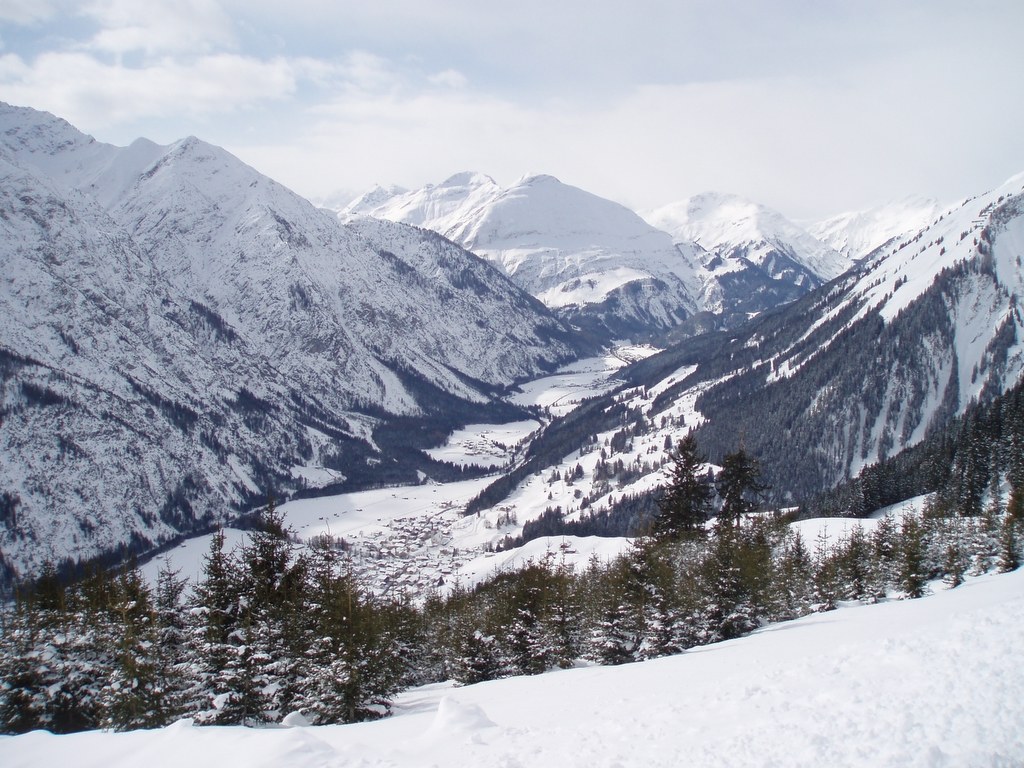
Oberes Lechtal im Winter

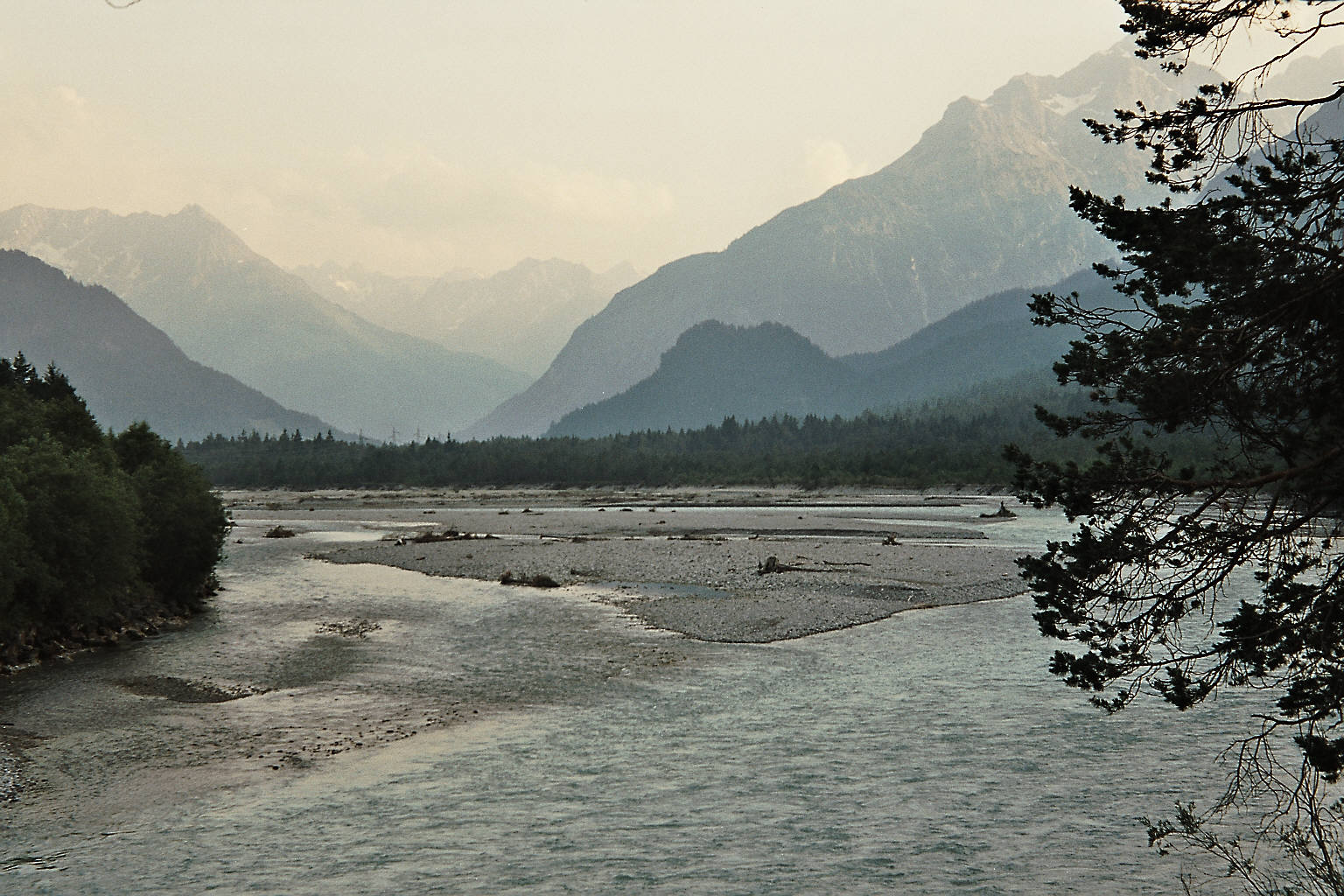
Oberes Lechtal mit Schotterinseln im Sommer

Der heute auf gestrecktem Weg nach Norden zur Donau strebende Lech floss noch im älteren Pleistozän (gegenwärtiger, von Eiszeiten geprägter Zeitabschnitt), wie Reste früherer Ablagerungen und Talformen erkennen oder erahnen lassen, in nordöstlichen Richtungen zur damaligen Donau, so wie weiter östlich Isar und Inn. Er erreichte die Donau damit in spitzerem Mündungswinkel als heute. Ähnliches gilt für die westlich benachbarte Iller, die einst unterhalb von Augsburg den heutigen Fließweg des Lechs nordostwärts kreuzte.
Nachdem der Lech im Mittelpleistozän nahe Schongau den direkteren Weg nach Norden zur Donau gefunden hatte, floss die Donau ab der Lechmündung, anders als heute, weiter nach Norden durch das Wellheimer Trockental und weiter im Tal der heutigen unteren Altmühl. Erst zum Ende der Rißkaltzeit (vorletzte Eiszeit) ergab sich mit dem „Durchbruch bei Stepperg“ der jetzige, südlichere Verlauf der Donau.

### Inseln

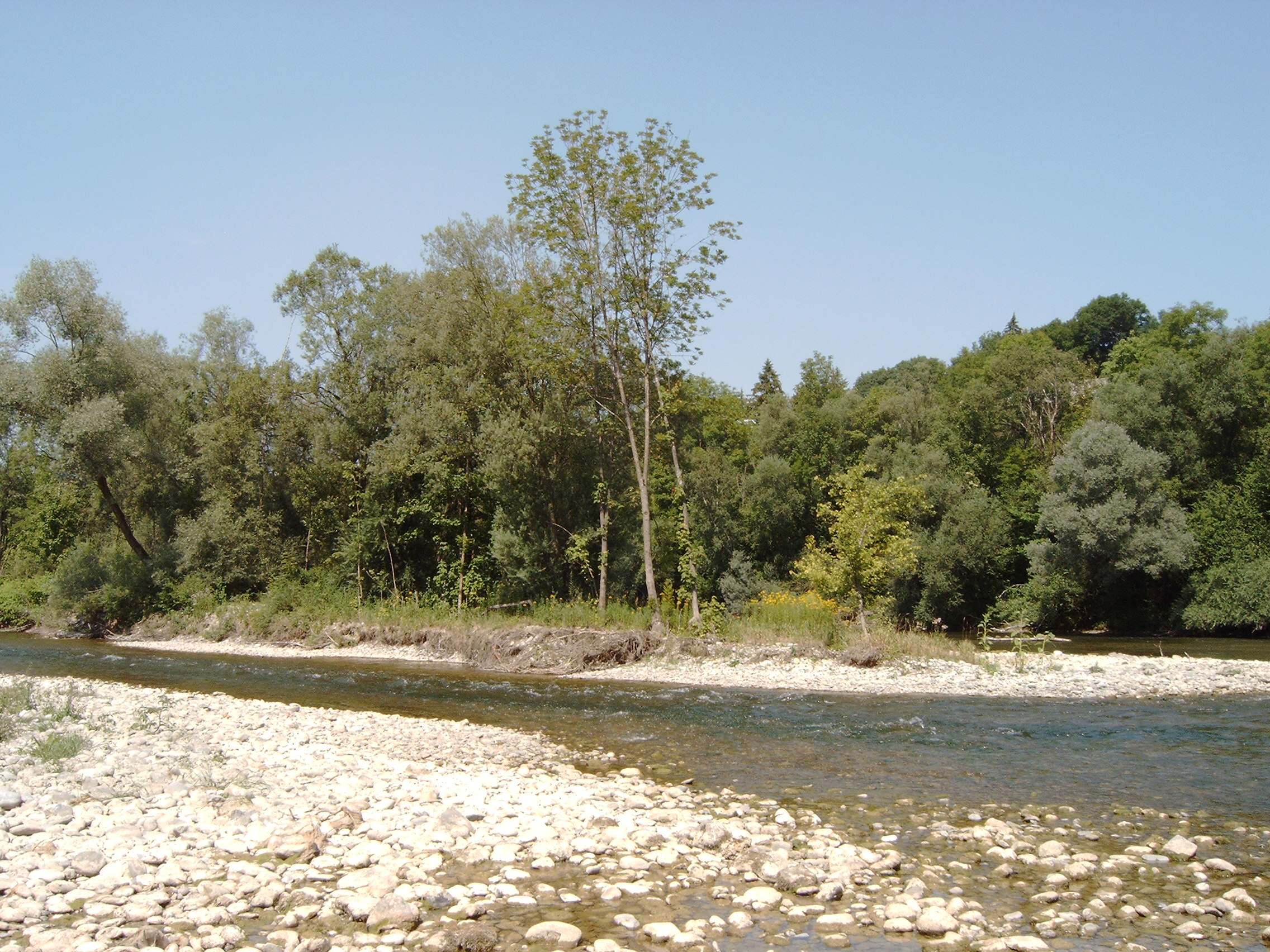
Verlandete Schotterinsel

Die meisten kleinen Inseln und Kiesbänke des Lechs werden durch die jährlichen Hochwasser immer wieder in Umfang und Form verändert. Der Bau von Stauanlagen und Talsperren hat die Dynamik des Lechs deutlich eingeschränkt. Heute ist der Lech bei Hochwassereignissen außer Lage, neue Schottermengen aus dem Alpenraum heranzutragen. Die Kiesbänke zählten zu Beginn des 19. Jahrhunderts zu artenreichen Lebensräumen. Schwemmlinge und Sämereien aus dem Alpenraum konnten auf den Biotopen siedeln. Durch ausbleibende Hochwässer, die wegen der Stauseen aufgehalten wurden, und die damit verbundene Verlandung der Kiesbänke müssen sich konkurrenzschwache Pflanzenarten der voranschreitenden Verbuschung beugen. Heute werden die Kiesbankflächen bei Niedrigwasser gerne als Bade- oder Sonnenplätze genutzt. Auch diese Eingriffe führen zu negativen Folgen für die Natur. Vor allem bodenbrütende Vogelarten werden durch Menschen in ihrem natürlichen Verhalten gestört. Einige Inseln im unmittelbaren Bereich von (größeren) Städten wurden im 19. Jahrhundert verbaut oder der Fluss wurde kanalisiert. Diese Flussbegradigungen schädigen ebenfalls den Naturraum.

### Gewässergüte
Ein Fluss hat bei Hochwasser in der Regel eine beige oder „dreckig braune“ Farbe. Dies ist auf die lösshaltige Lehm- und Humuserde zurückzuführen, die das Wasser beeinflusst. Bei Algenbefall kann der Boden ebenfalls braun erscheinen, was beispielsweise bei der Wertach deutlich zu beobachten ist. Auch ist es interessant, wieso der Lech in einem grünblauen Farbton erscheint.

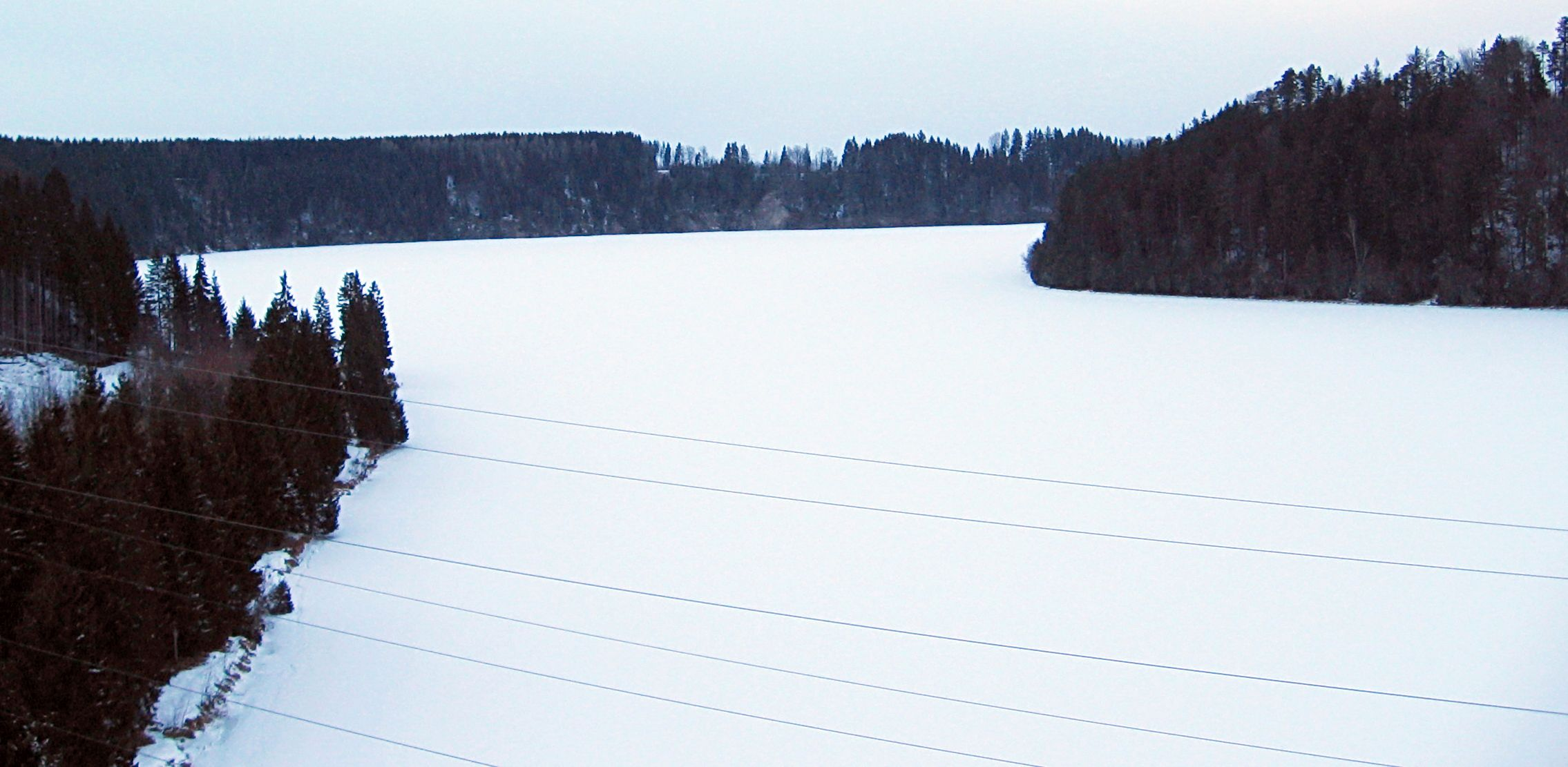
Lechstaustufe 6 bei Schongau im Winter

Bereits im 19. Jahrhundert wurde vom Wissenschaftler John Tyndall bewiesen, dass die Farbe eines Flusses nicht am Wasser (reines H2O), sondern an den Mineralien liegt, die der Fluss mit sich bringt. Wenn der Anteil an Feinstsedimenten gering ist wie etwa in Schnee oder Gletschereis, wird das Sonnenlicht so gefiltert und gebrochen, dass der Fluss bläulich erscheint. Bei höheren Anteilen gelöster und suspendierter Mineralstoffen, die wie beim Lech aus Kalkgesteinen herrühren, geht die Färbung mehr ins Grünliche.
Die Klarheit des Lechwassers liegt zum einen an der niedrigen Jahresmitteltemperatur, zum anderen am hohen Kalkanteil (insbesondere das Magnesiumcarbonat aus dem Hauptdolomit), der eher lebensfeindlich ist und so wenig planktonartiges Leben aufkommen lässt. Unterhalb der Wertachmündung dominiert zunächst deren grünbraunes Wasser.

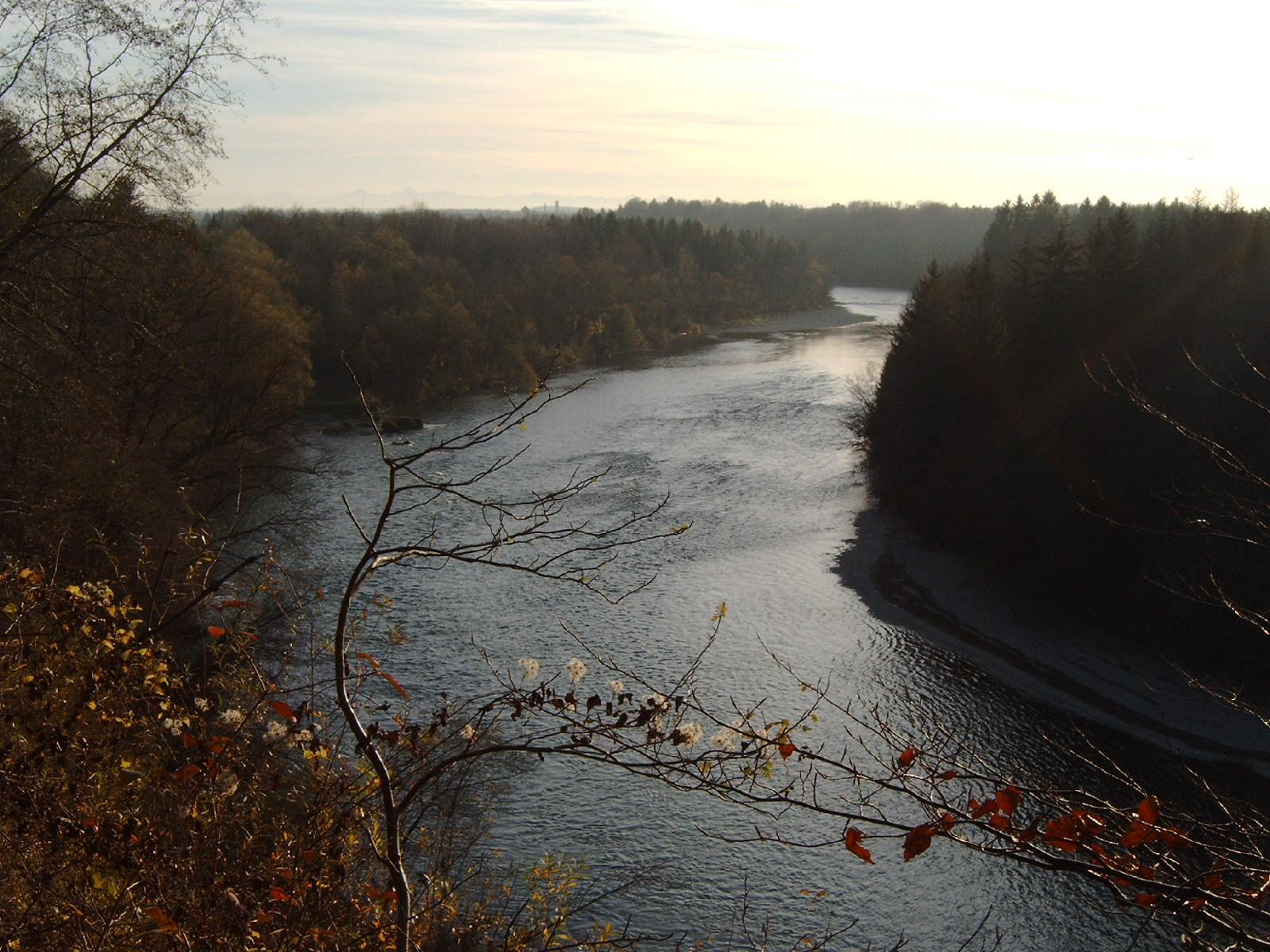
Der Lech bei Kaufering, im Hintergrund Landsberg und die Alpen

Typisch für das Lechwasser ist der hohe Geschiebeanteil, der sich besonders auf Stauseen auswirkt wie den Forggensee, dessen Speicherkapazität so um 30.000 m³ reduziert wurde.
Die Gewässergüte wird in Klassen unterschieden (I unbelastet; I–II gering; II leicht; II–III mäßig; III kritisch; III–IV stark; III–IV sehr stark; IV extreme Belastung). In seinem österreichischen Abschnitt weist der Lech Güteklasse I-II, ab Reutte Klasse II auf. Bei Füssen liegt er in der Klasse I–II. Der unterhalb durchflossene Forggensee war vor wenigen Jahrzehnten noch stark verschmutzt. Bis Augsburg wurde – von kurzen Abschnitten der Klasse II–III zwischen Landsberg am Lech und Schongau abgesehen – durchgehend die Güteklasse II nachgewiesen. Bis in die 1970er Jahre war der Lech ab Augsburg noch sehr stark verschmutzt, weil das Abwasser früher ungereinigt in das Kanalsystem geleitet wurde. Inzwischen beseitigt unterhalb von Augsburg ein Klärwerk 99 % der Belastung des zugeführten Wassers, dadurch erreicht der Fluss nun wieder die Güteklasse II.
Zudem weist der Lech eine extrem niedrige Wassertemperatur auf (Sommer: 14 °C, Winter: 1 °C), so dass nur wenige Algen wachsen können.

## Geschichte am Lech

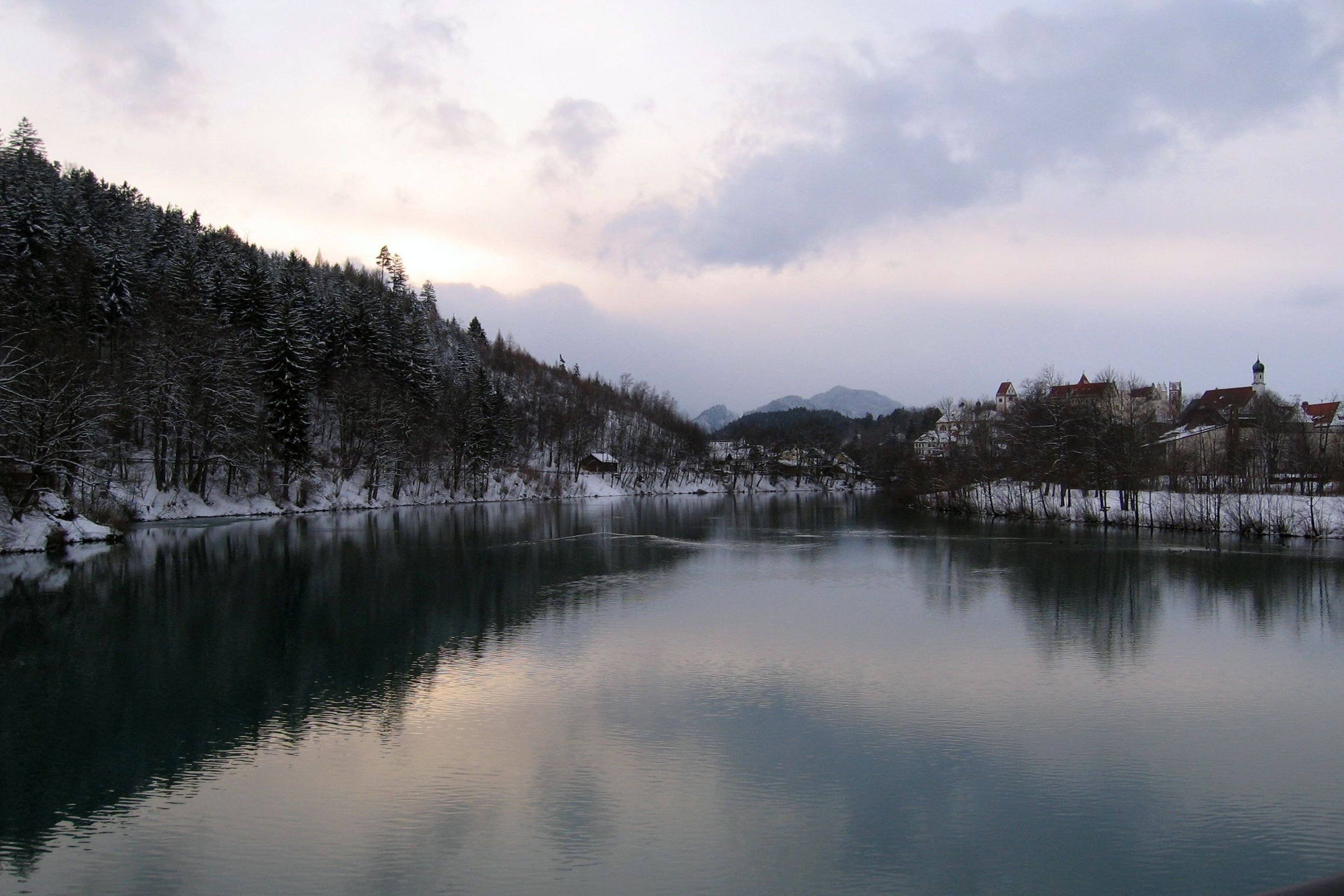
Der Lech in Füssen, flussaufwärts

Der Lech bildete während der Zeit der Völkerwanderung und im frühen Mittelalter die Grenze zwischen dem alemannischen Stammesgebiet im Westen und dem baierischen im Osten und markiert auch heute noch ungefähr die Grenze zwischen den bairischen und den schwäbischen Dialekten. Der Lech widerspiegelte auch die Grenze zwischen Altbayern und Schwaben; dies lässt sich auch an den Ortsendungen -ing (bayrisch) und -ingen (schwäbisch) absehen, auch wenn der schwäbische Dialekt südlich von Landsberg über den Lech bis zum Ammersee greift. Am Flusslauf des Lechs wurde unter anderem auch Gold aus den Flussablagerungen gewaschen. Die so gewonnenen Mengen des Edelmetalls hatten allerdings keine große wirtschaftliche Bedeutung.

### Ereignisse
Der Lechrain wurde im Frühmittelalter, zum Ende der römischen Provinz Rätien, vor allem von Alemannen besiedelt, dürfte jedoch bald unter bairischen Einfluss gekommen sein. Schon 576 verortet der langobardische Autor Venantius Fortunatus in einer Epistel an Gregor von Tours den Lech in bajuwarischem Gebiet (PL 88,62A). Die Zugehörigkeit des Lechrains zum Herzogtum Baiern kann entsprechend ab dem 6. Jahrhundert angenommen werden; historisch gesichert ist die Lechgrenze zwischen Baiern und Schwaben ab dem 8. Jahrhundert.
Davon unberührt bleibt der Lechrain allerdings bis heute Teil des schwäbischen Bistums Augsburg.
Im Jahr 955 wurden die Ungarn bei der Schlacht auf dem Lechfeld vom deutschen Heer unter der Führung von König Otto I. und Bischof Ulrich von Augsburg besiegt. Die Schlacht am 10. August 955 war der Endpunkt der Ungarneinfälle und größte militärische Sieg Ottos des Großen gegen die ungarischen Reiter, die zuvor mit ihren Plünderzügen weite Teile Mitteleuropas durchzogen hatten. Benannt ist die Schlacht nach dem Lechfeld bei Augsburg.
Nachdem zunächst Welfen, Staufer und die Grafen von Dießen-Andechs im Lechrain herrschten, fiel das Gebiet im 13. Jahrhundert an die Wittelsbacher, die hier die Landgerichte Landsberg, Friedberg, Mering und Schongau einrichteten. Als Grenzstädte nach Schwaben hin kamen Landsberg und Friedberg in den Genuss zahlreicher herzoglicher Privilegien, die zeitweise zu beachtlichem Wohlstand führten. Auf der anderen Seite war vor allem Friedberg immer wieder Opfer der beständigen Auseinandersetzungen zwischen dem Herzogtum Baiern und der wohlhabenden Reichsstadt Augsburg. Auch um das Recht, Wasser vom Lech zur Nutzung in Augsburg abzuleiten, gab es jahrhundertelang immer wieder Auseinandersetzungen. Der Streit um den Augsburger Lechanstich beim Hochablass eskalierte zwischen 1457 und 1596 zu einem regelrechten „Wasserkrieg“.
1632 hatten die Truppen unter König Gustav II. Adolf von Schweden Nürnberg und dann Donauwörth eingenommen. Nun waren sie im Begriff, gegen Ingolstadt zu ziehen. Feldmarschall Graf von Tilly wollte dies verhindern, indem er sie mit dem quantitativ unterlegenen, bayrischen Heer bei Rain am Lech-Übergang aufhielt, es folgte die Schlacht bei Rain am Lech. Nach zwei Tagen des Dauerfeuers auf beiden Seiten des Flusses gelang den Schweden etwas weiter südlich der Übergang, worauf Tilly zu spät reagieren konnte. Bei den weiteren Kampfhandlungen wurde Tilly von einer Falkonettkugel in den rechten Oberschenkel getroffen, die diesen dabei völlig zertrümmerte. Maximilian I. befahl den Rückzug nach Ingolstadt, wo Graf von Tilly am 30. April 1632 seiner Verletzung erlag. Es gelang Gustav II. Adolf nicht, Ingolstadt zu erobern.
Mit der 1803/1806 erfolgten Eingliederung Augsburgs und Ostschwabens in das spätere Königreich Bayern verlor der Lechrain seine Grenzfunktion in politischer Hinsicht – mental ist sie bis heute lebendig geblieben. Im Zuge der Verwaltungsreformen des frühen 19. Jahrhunderts wurden die Landgerichte Landsberg, Schongau und Friedberg (mit dem 1799 eingegliederten Mering) Oberbayern zugeteilt. 1944 kam der Landkreis Friedberg dann aber zum Bezirk Schwaben, wo er 1972 mit dem nördlich angrenzenden Landkreis Aichach zum neuen Landkreis Aichach-Friedberg vereinigt wurde. Schongau wurde im gleichen Jahr mit seinem östlichen Nachbarn Weilheim zum neuen Landkreis Weilheim-Schongau zusammengelegt, blieb aber wie der weiterbestehende Landkreis Landsberg am Lech beim Bezirk Oberbayern. Trotz dieser politisch-administrativen Zersplitterung wird der Lechrain bis heute als kulturell, sprachlich und historisch besonders geprägte Landschaft wahrgenommen und von den benachbarten Regionen (Allgäu, Oberland, Ballungsraum München) abgegrenzt. Zahlreiche Vereine, aber auch kulturelle Einrichtungen und Firmen führen heute den Lechrain in ihrem Namen.
Bei einem katastrophalen Hochwasser des Lechs im Jahr 1910 entstanden entlang des gesamten Lechs starke Schäden. Am schwersten wurde Augsburg betroffen, wo das Hochablasswehr brach und schließlich gesprengt werden musste, um Schlimmeres abzuwenden.

### Neubau Lechbrücke Gersthofen
Beim Neubau der Lechbrücke der A 8 kam es während des Hochwassers im August 2005 zu einem Rückschlag beim Bau. Das provisorische östliche Fundament wurde unterspült, die neue Brücke sackte einseitig ab und drohte in den Lech zu stürzen. Durch diesen Vorfall musste die A 8 im Abschnitt zwischen Augsburg-Ost und Augsburg-West über einen Tag lang total gesperrt werden. Das Fundament konnte zwar stabilisiert werden, jedoch dauerte es bis Dezember 2005, bis der Schaden repariert und die Brücke wieder angehoben war.
Die Fertigstellung der gesamten Brücke verzögerte sich aufgrund des Vorfalles auf Ende 2007.

### Der Lechrainer Dialekt
Der Lechrainer Dialekt (sprachwissenschaftlich: Vorostschwäbisch) vereinigt ostschwäbische und mittel- bzw. südbaierische Dialektformen mit mittelhochdeutschen Relikten. Während das Schwäbische und das Baierische ansonsten recht klar voneinander geschieden sind, hat sich im Lechrain eine eigentümliche Mischform entwickelt, die wohl auf eine ursprünglich alemannische Bevölkerung zurückzuführen ist, die in Jahrhunderten baierischer Herrschaft zahlreiche baierische Dialektmerkmale übernommen hat.
Auffällige Merkmale des Lechrainischen sind das harte, kehlige -kch-, das man sonst im Allgäu und in Tirol hört, die Beibehaltung eines -ch- anstelle des stummen -h- (ziehen → ziacha, leihen → leicha) und eine Lautverschiebung vom hochdeutschen -i- zum -u- (Kirche → Kurcha, Wirt → Wurt).
Die Ausprägung des Lechrainer Dialekts verläuft parallel zum Verlauf des Lechs: Die stärksten Formen findet man in den Gemeinden am Fluss, während nach Osten hin – oft innerhalb weniger Kilometer – lechrainische Merkmale abnehmen und immer mehr baierische Formen auftauchen.

## Lebensraum Lechtal

### Natur- und Umweltschutz

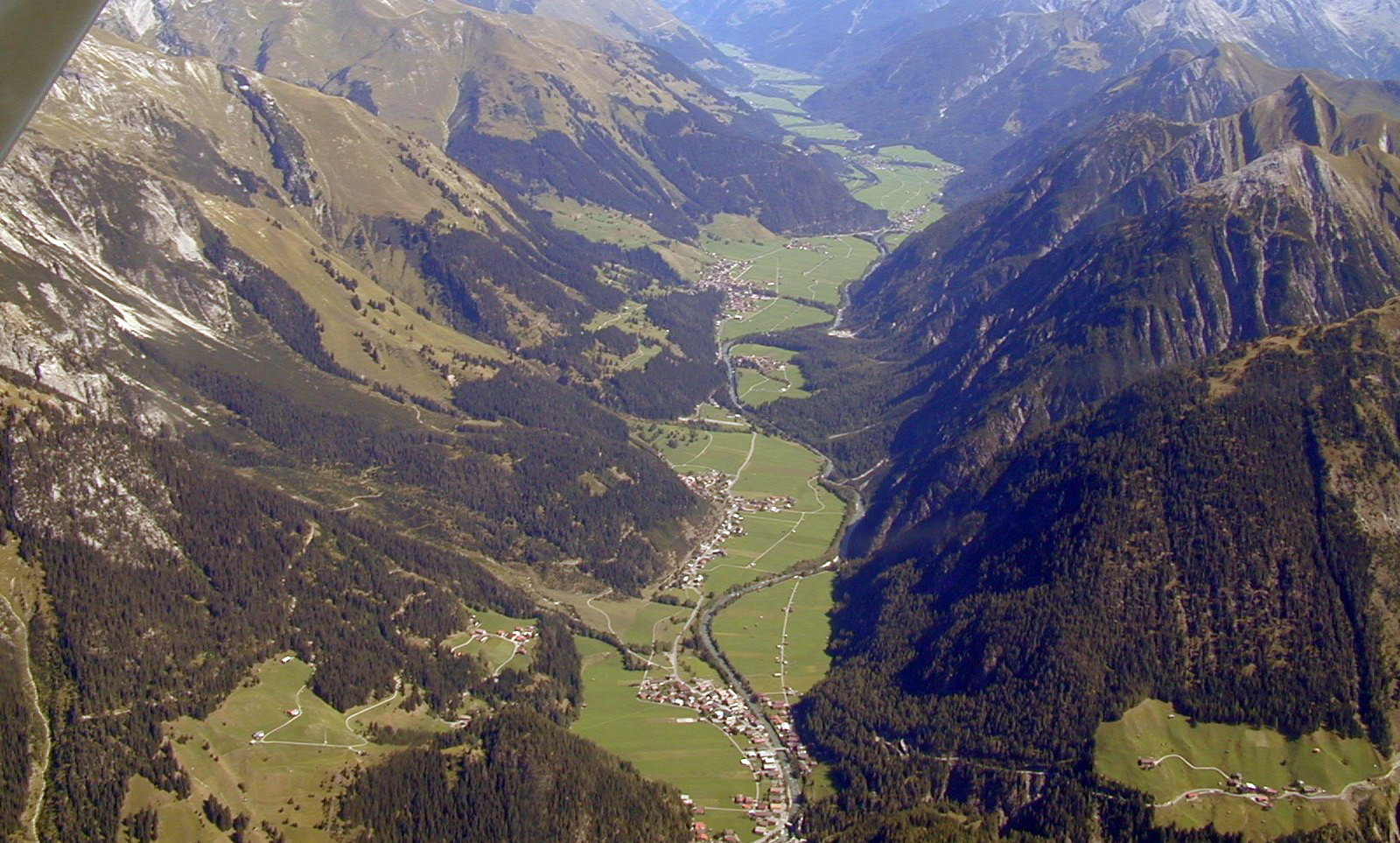
Oberes Lechtal

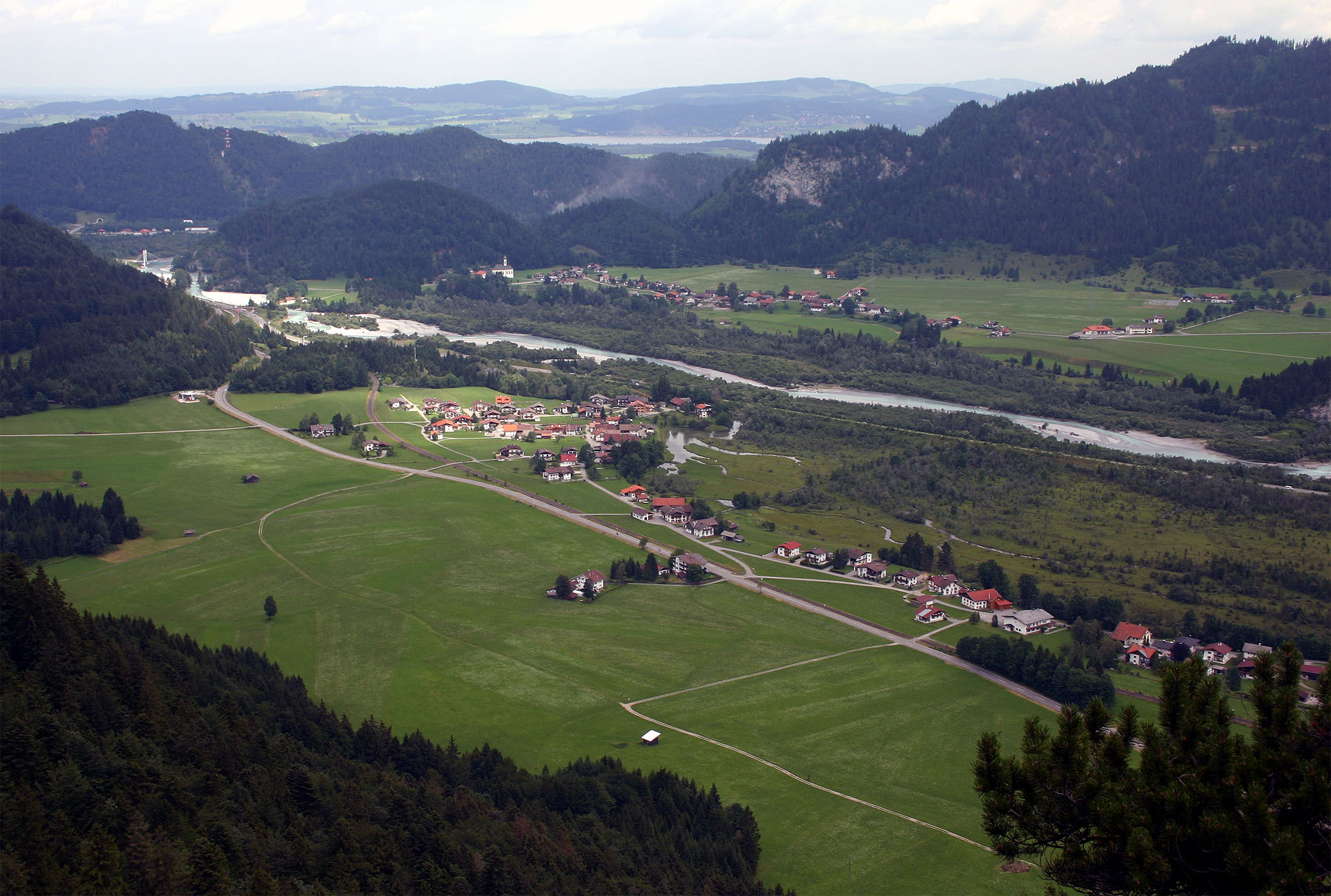
Unteres Lechtal

Seit Mitte des 19. Jahrhunderts wird der natürliche Verlauf des Lechs durch verschiedene Hochwasserschutzmaßnahmen und den Bau von Stauseen stark eingeschränkt – mit weitreichenden Folgen für die einheimische Tier- und Pflanzenwelt am Lech. Die Durchgängigkeit des Fließgewässers wird zum Beispiel häufig durch Wehre gestört. Dadurch wird die Möglichkeit der Wanderung und der Verbreitung von Fischen flussauf- bzw. flussabwärts erschwert oder sogar unmöglich gemacht. Ebenso wurde die Funktion des Lechs als Biotopbrücke stark eingeschränkt. Tier- und Pflanzenarten, die die Schotterstraße des Lechs zum Austausch ihrer Biotope nutzten, können heute nur noch auf geschützten Restrefugien überleben. Auch die Eindeichung in einigen Bereichen bedeutete einen Eingriff in das ursprünglich bestehende ökologische Gleichgewicht. Die Auwälder wurden durch die Deiche vom natürlichen Wasserzufluss abgeschirmt, so dass der Auwaldbestand nur noch in Restbeständen vorhanden ist.
Um zumindest in Teilbereichen die ursprüngliche Flusslandschaft zu erhalten, wurden mehrere Natur- und Landschaftsschutzgebiete ausgewiesen.
In Österreich besitzt der Lech noch weitgehend den Charakter eines Wildflusses mit ausgedehnten Schotterbänken. Hier ist der Naturpark Tiroler Lech eingerichtet. Mehrere Kraftwerksprojekte konnten verhindert werden, weil Bürgerinitiativen sich für den Erhalt der Wildflusslandschaft eingesetzt haben.
Im weiteren Verlauf gibt es die Schutzzonen Litzauer Schleife bei Steingaden und die Lechtalheiden zwischen Landsberg und Augsburg. Die Lechtalheiden enthalten Einzelflächen unterschiedlicher Heiden und Trockenrasen. Es handelt sich um einen der artenreichsten Lebensräume Mitteleuropas. Von Landsberg bis Königsbrunn gehört die Schutzzone zu Natura 2000, welche europaweit Biotope miteinander verbinden möchte.
Zu den erhaltenen Restbeständen der großen Lech-Auwälder gehören der Augsburger Stadtwald, die Lechaue westlich Todtenweis, ein Naturschutzgebiet innerhalb des Landschaftsschutzgebiets Lechauwald bei Todtenweis und Rehling, sowie die ebenfalls unter Naturschutz stehenden Lechauen bei Thierhaupten.

### Naturschutz-Initiative „Lebensraum Lechtal“

Logo der Initiative „Lebensraum Lechtal“

Das Naturschutz-Großprojekt Lebensraum Lechtal wurde vom Verband für Landschaftspflege 1998 ins Leben gerufen.
Mit ihm sollte in erster Linie der Biotopverbund entlang des Lechs verbessert werden, daneben aber auch der Bevölkerung des Lechtals seine ökologische Bedeutung nahegebracht und bei ihr für den Naturschutz geworben werden. Die Besucher sollten besser gelenkt, die naturschonende Hüteschäferei durch bessere Vermarktung („Lechtal-Lamm“) gefördert und viele Arten und Biotope besser geschützt werden.
Beteiligt waren die Landkreise:
- Landkreis Donau-Ries
- Landkreis Augsburg
- Landkreis Aichach-Friedberg
- Landkreis Landsberg am Lech
- Landkreis Weilheim-Schongau
- Landkreis Ostallgäu
- Stadt Augsburg

### Vom Projekt zum Verein „Lebensraum Lechtal e.V.“
Bereits vor Ablauf der Förderphase des Projektes wurde 2004 von den Projektbeteiligten der Wunsch geäußert, die entstandenen Strukturen über einen Verein zu sichern. Dies wurde am 13. Oktober 2005, also kurz nach dem Ablauf der Projekt-Förderphase, mit der Gründung des Vereins „Lebensraum Lechtal e. V.“ umgesetzt. Gründungsmitglieder waren: die Landkreise Donauries, Aichach-Friedberg, Augsburg, Landsberg, Weilheim-Schongau, Ostallgäu, die Stadt Augsburg, Markt Thierhaupten sowie die Gemeinden Kissing, Kaufering, Oberndorf und Rehling.
Ein besonderes Anliegen sowohl des Projektes als auch des Vereins ist der kooperative Naturschutz im einvernehmlichen Miteinander mit Landnutzern, Grundeigentümern und lokaler Bevölkerung. Großer Wert wird deswegen auf umfangreiche Öffentlichkeitsarbeit (z. B. mittels Infotafeln im Gelände oder der „Lechfloß“-Veranstaltungsreihe) und enge Zusammenarbeit mit Behörden, Ehrenamt, Landnutzern und Politik gelegt.
Seit 2011 ist der Verein „Lebensraum Lechtal e. V.“ Träger der Lechtal-Gebietsbetreuung, durch die mit finanzieller Unterstützung des Bayerischen Naturschutzfonds und des Bezirks Oberbayern einen hauptamtlichen Mitarbeiter für Naturschutzmanagement, Umweltbildung, Öffentlichkeitsarbeit und das Monitoring seltener Arten am Lech bereitstellt.
Seit 2014 ist der Verein Projektpartner des WWF und weiterer Kooperationspartner im Hotspot-Projekt des Bundesamtes für Naturschutz „Alpenflusslandschaften – Vielfalt leben von Ammersee bis Zugspitze“ und setzt in diesem Rahmen im Projektschwerpunkt „Litzauer Schleife“ am Lech Maßnahmen um. Darüber hinaus konnte ein Projektbüro in Schongau etabliert werden und der Bereich Umweltbildung verstärkt werden.

## Wirtschaftsraum Lech

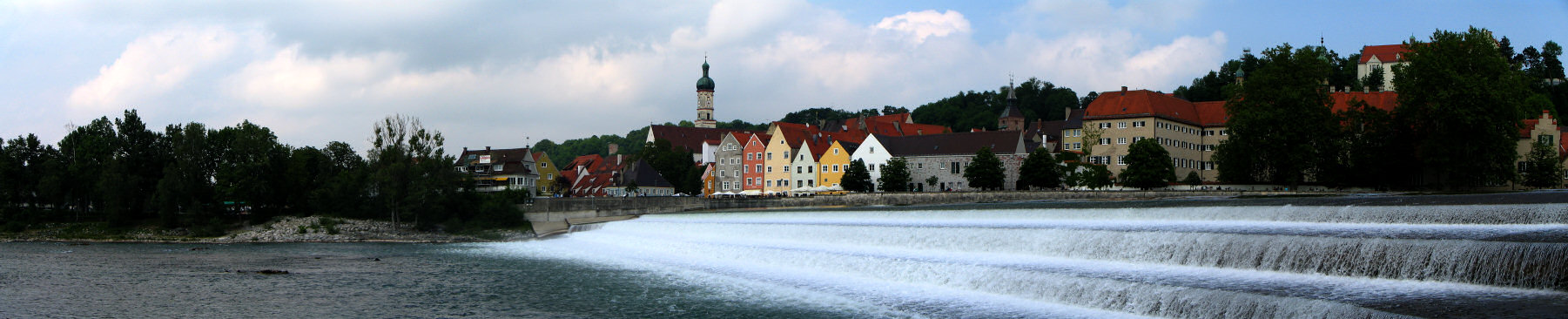
Das Lechwehr in Landsberg

Früher wurden auf dem Lech Holz und andere Güter in beträchtlichen Mengen von Füssen über Landsberg und Augsburg bis an die Donau geflößt. Beim Bau der ersten Wehre, etwa den Hochablass bei Augsburg, wurden für die Flößerei eigene Gassen eingebaut, um diese weiterhin zu ermöglichen.
Binnenschifffahrt hat auf dem Lech nie stattgefunden, da der Fluss über seinen gesamten Verlauf nicht schiffbar ist. Heute hat der Lech auch keine Bedeutung mehr für den Transportverkehr. Wirtschaftliche Bedeutung erlangte der Fluss durch seine Wasserkraft, die früher Mühlen antrieb (etwa an den Lechkanälen in Augsburg) und für Handwerk und Fabriken genutzt wurde, und die heute in großem Umfang zur Stromerzeugung genutzt wird. Der Lech deckt damit einige Prozent des heutigen Strombedarfes in Bayern.

### Energie

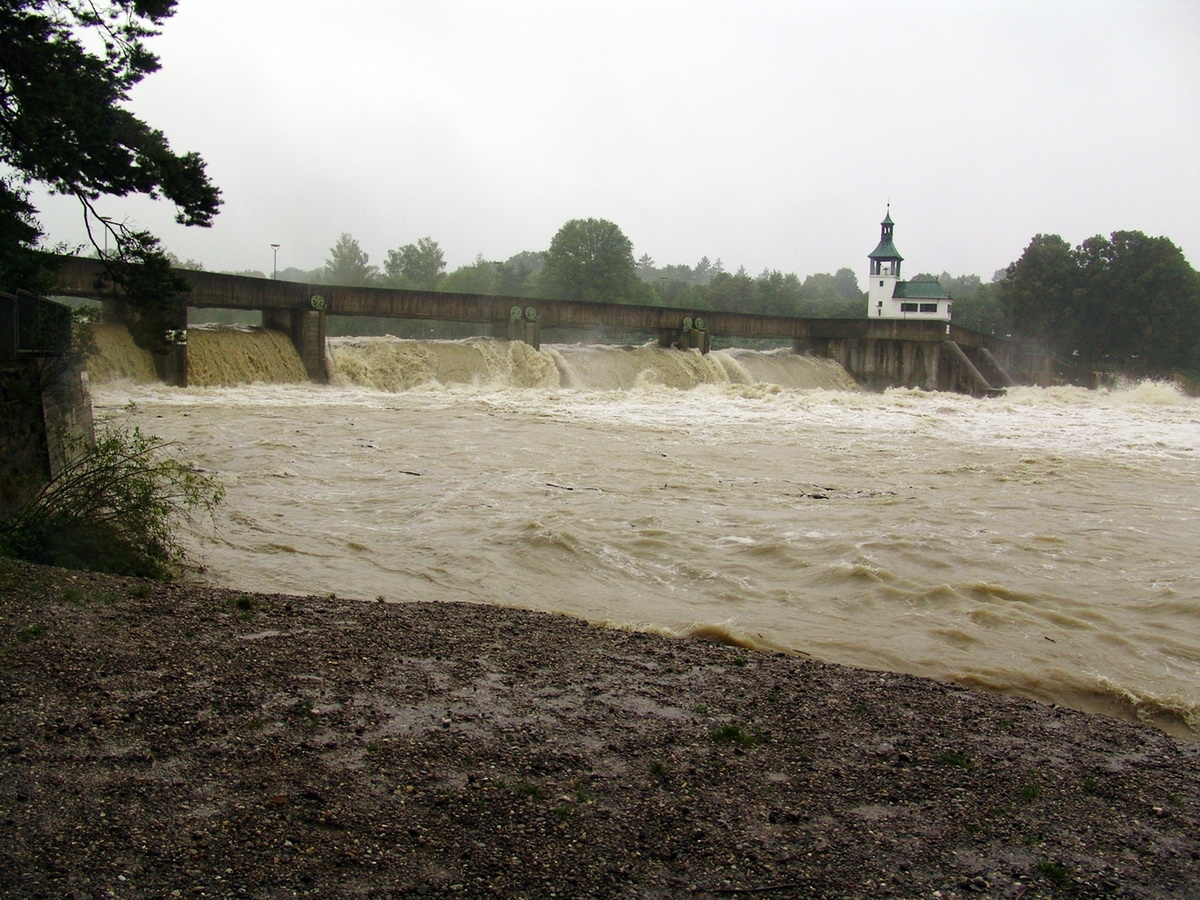
Der Lech bedrängt am 28. August 2005 den Hochablass und hat seinen Höchststand noch nicht erreicht

Der Lech wird in Deutschland intensiv zur Energiegewinnung genutzt. Mehrere Versorger betreiben insgesamt 30 Kraftwerke und 24 Stauseen (Laufwasser- und Speicherkraftwerke) mit einer elektrischen Nettoleistung von 335 MW (1998). Der größte Stausee von allen ist der Forggensee, der maximal 168 Millionen Kubikmeter Wasser zwischenspeichern kann. Möglicherweise wird die Staustufenkette erweitert. Diesbezüglich kommt die Stufe 17 bei Sandau in Frage, dies ist jedoch erst möglich, wenn der Lech sein Flussbett ein wenig vertieft hat. Die Stufen 5, 24 und 25 werden vermutlich nicht gebaut, da sie durch Naturschutzgebiete verlaufen würden.
Wasserkraftwerke benötigen einen gleichmäßig hohen Wasserstand, damit die Energieerzeugung in niederschlagsarmen Monaten nicht zum Erliegen kommt. Dies wurde durch den Bau von mehreren Kanälen sichergestellt, die den Verlauf des Lechs begleiten, jedoch nicht größeren Anteil des Flusswassers mit sich führen. Aus dem Lech wird bei der Lechstaustufe 22 das Wasser für den Lochbach ausgeleitet, an dem drei weitere, kleinere Wehre liegen. Am Nordrand von Augsburg zweigt der breite, parallel verlaufende Lechkanal Richtung Meitingen ab und fließt erst nach über 20 Kilometern wieder zurück ins Flussbett. An diesem Lechkanal liegen drei zwischen 1898 und 1922 erbaute Kraftwerke (Kanalkraftwerke Gersthofen, Langweid und Meitingen). Die Kraftwerke entlang des Lechs erzeugen im Durchschnitt etwa 3–4 Milliarden Kilowattstunden elektrische Energie im Jahr.

### Tourismus
Neben der bayerisch-schwäbischen Bezirkshauptstadt und einer Reihe weiterer sehenswerter Städte entlang des Lechs sind zahlreiche Lechlandschaften und Naturschutzgebiete von touristischer Bedeutung, so zum Beispiel die Lechtalheiden südlich von Augsburg. Über weite Strecken wird der Fluss von Radwanderwegen gesäumt, die eine Radwanderung von den Alpen bis zur Donau ermöglichen.
Das Befahren des Lechs mit Kanus, Flößen oder ähnlich kleinen und wendigen Booten ist über Teilstrecken in der (nah)alpinen Region problemlos möglich.
Im Oberlauf des Lechs wird Rafting zwischen Steeg und Weißenbach betrieben.
Der zertifizierte Weitwanderweg Lechweg ist unten bei Verkehr beschrieben.

### Flößerei
Seit der Römerzeit bis zum Bau der ersten Lechstaustufe um 1914 diente der Lech als Transportweg für Holz (der Holztrift) aus den Alpen. Holzscheiter wurden von den Alpwäldern aus über den breiten kiesigen Lech nach Augsburg getriftet, dort aus dem Wasser gezogen und anschließend als Brennholz verkauft. Hauptsächlich wurde aber geflößt, wobei die Flöße auch als Transportmittel für Güter verwendet wurden. Die wichtigsten Häfen befanden sich in Reutte, Füssen, Lechbruck, Epfach, Landsberg, sowie am Hochablass in Augsburg, wo der Hafen auf der Westseite heute noch gut zu erkennen ist. Den Höhepunkt hatte die Flößerei Mitte des 19. Jahrhunderts mit mehreren Tausend Flößen pro Jahr.

### Fischerei
Die Bedeutung der Fischerei, von der an manchen Orten im Mittelalter die ganze Bevölkerung lebte, ist im Laufe des 19. und 20. Jahrhunderts stark zurückgegangen. Grund ist der Naturschutz und das reichhaltige Fischvorkommen verschiedener Arten. So wurden sogar komplette Fischereiverbote an der Peitinger Ache und an Abschnitten des Lechs verhängt. Nach der Begradigung des Lechs und dem Bau der Lechstaustufen sind die Fischpopulationen stark zusammengebrochen, da es sich bei dem im Lech vorkommenden Fischen vor allem um Kieslaicher handelt. Durch starke Kieserosion und den erschwerten Flussaufstieg für die Fische wurden ihnen wichtige Lebensgrundlagen genommen. Zu den am häufigsten vorkommenden Fischarten zählten die Nase, der Huchen, die europäische Äsche und die Mühlkoppe.

### Lechkanäle
Dem Lech wird an der Lechstaustufe 22 und am Hochablass in Augsburg Wasser entnommen und in kanalartige Stadtbäche geleitet.
- Lochbach – Ausleitung aus der Staustufe 22 (4,5 m³/s). Er mündet als Vorderer Lech (2,0 m³/s) in den Stadtbach, der aus dem Zusammenfluss von Mittlerem (4 m³/s) und Hinteren Lech (2 m³/s) entsteht.
- Hauptstadtbach – Ausleitung am Hochablass (45 m³/s), wovon 10 m³/s bereits 660 m weiter, nachdem sie den Augsburger Eiskanal durchflossen haben, wieder zurück in den Lech fließen. Auf dem Eiskanal wurden die Wettkämpfe im Kanuslalom der Olympischen Spiele 1972 ausgetragen.

Neben dem Augsburger Kanalsystem, welches durch Lechwasser gespeist wird, gibt es weitere Kanäle in Augsburg, welche ausschließlich durch Wertach- und Singoldwasser gespeist werden. Eine Vermischung der beiden Kanalsysteme findet nicht statt.
Die Lechkanäle teilen sich im Stadtgebiet Augsburg in zahlreiche kleinere Kanäle auf. Diverse kleinste Quellbäche aus dem Trinkwasserschutzgebiet Stadtwald Augsburg münden in dieses Kanalsystem. Zusammengefasst als ein Auslaufkanal, fließen sie nur wenige Meter oberhalb der Wertachmündung im Landschaftsschutzgebiet Wolfzahnau zurück in den Lech.
Weitere Lechkanäle gibt es in Kinsau an der Staustufe 8a, in Landsberg, ferner ist der Lechkanal von Gersthofen bis Ellgau zu nennen.

### Wasserkraftnutzung am Lech
Die Wasserkraft des Lechs wurde seit dem Mittelalter in den Lechkanälen bei Augsburg mechanisch genutzt, etwa in wasserradbetriebenen Mühlen und Handwerksbetrieben. Im 19. Jahrhundert war sie eine der Voraussetzungen für das Aufblühen der Textilindustrie in Augsburg. Auch die ersten Wasserkraftwerke wurden an Lechkanälen gebaut: das Wasserkraftwerk bei Gersthofen ging 1901 in Betrieb, das Wasserkraftwerk auf der Wolfzahnau 1902, das Laufwasserkraftwerk Langweid 1906. Zu dieser Zeit war die Technik noch nicht so weit, den Hauptfluss des Lechs selbst zu nutzen. Das 2008 eröffnete Lechmuseum Bayern zeigt die Geschichte des Lechs als Naturraum, Wirtschaftsfaktor und Geschichtsschauplatz sowie eine Darstellung der Entwicklung der Wasserkraft am Lech, elektrischer Energie und den Lechwerken.
Erste Planungen für eine Nutzung der Wasserkraft bei Roßhaupten mit dem Bau eines Lechspeichers erfolgten Ende des 19. Jahrhunderts. Jedoch musste durch die Kriegsereignisse der folgenden Jahre das Projekt immer wieder zurückgestellt werden. Erst in den 1950er Jahren erfolgte die Umsetzung mit der Errichtung des Forggensees.
Das Bayerische Innenministerium beschloss 1939 die Nutzung der Wasserkraft am oberen Lech, bis zum Jahr 1942 sollten 20 Laufwasserkraftwerke nach der Kraftwerksbauweise Arno Fischer errichtet werden. Die 1940 zu diesem Zweck gegründete Bayerischen Wasserkraftwerke AG (Bawag) begann im Sommer und Herbst 1940 mit dem Bau von 5 Staustufen. Die Stufen 11, 12, 13 und 15 gingen 1943 ans Netz, Stufe 14 zusammen mit der Stufe 9 erst 1944. Das Investitionsvolumen war bis Ende 1943 mit rund 75 Millionen Reichsmark bereits auf das Dreifache der von Arno Fischer ursprünglich kalkulierten Summe gestiegen.
Nach Kriegsende wurden drei weitere Staustufen nach der Bauweise Arno Fischer in Betrieb genommen: Stufe 8 (1947), Stufe 10 (1948), Stufe 7 (1950).

### Liste der Kraftwerke/Stauseen am Lech
| Kraftwerk     | Name                            | Lage                       | Fluss km        | Bauart                    | Stauziel ü. NN | Stau- höhe | Leistung | Betreiber           | Bauzeit                     |
| ------------- | ------------------------------- | -------------------------- | --------------- | ------------------------- | -------------- | ---------- | -------- | ------------------- | --------------------------- |
| Kraftwerk     | Kraftwerk Höfen                 | Höfen                      | ca. 180         | Laufwasserkraftwerk       |                |            | 0,5 MW   | EWR                 | 2017                        |
| Kraftwerk     | Kraftwerk Reutte I und II       | Reutte                     | ca. 178,3/179,2 | Laufwasserkraftwerk       |                |            | 2,2 MW   | EWR                 | 1951/1956                   |
| Kraftwerk     | Kraftwerk Kniepass              | Pflach                     | ca. 173,6       | Laufwasserkraftwerk       |                |            | 2 MW     | EWR                 | 1953                        |
| Kraftwerk     | Kraftwerk Weißhaus              | Pinswang                   | ca. 167,4       | Laufwasserkraftwerk       |                |            | 12,3 MW  | EWR                 | 1968                        |
| Staustufe     | Lechstaustufe Horn              | Schwangau                  | 164,5           | Buchtenkraftwerk          | 786,6 m        | 6,1 m      | 5,0 MW   | AÜW                 | 1951–1952                   |
| Staustufe 1   | Forggensee                      | Roßhaupten                 | 154,0           | Speicherkraftwerk         | 780,5 m        | 35,0 m     | 45,5 MW  | UKW*                | 1950–1954                   |
| Staustufe 2   | Premer Lechsee                  | Prem                       | 149,2           | Laufwasserkraftwerk       | 745,6 m        | 15,6 m     | 19,2 MW  | UKW*                | 1970–1972                   |
| Staustufe     | Lechstaustufe Lechbruck         | Lechbruck am See           | 146,5           | Laufwasserkraftwerk       | 730,0 m        | –          | 5,0 MW   | AÜW                 | 1903 (Ausbau 1940 und 1958) |
| Staustufe 3   | Lechstaustufe 3 – Urspring      | Urspring                   | 143,0           | Laufwasserkraftwerk       | 722,0 m        | 8,0 m      | 10,2 MW  | UKW*                | 1966–1971                   |
| Staustufe 4   | Lechstaustufe 4 – Dessau        | Dessau                     | 140,0           | Laufwasserkraftwerk       | 713,0 m        | 8,0 m      | 10,2 MW  | UKW*                | 1966–1971                   |
| Staustufe 5   | nicht gebaut                    | –                          | –               | –                         | –              | –          | –        | –                   | -                           |
| Staustufe 6   | Dornautalsperre                 | Schongau                   | 125,7           | Laufwasserkraftwerk       | 694,0 m        | 19,0 m     | 16,6 MW  | UKW*                | 1958–1960                   |
| Staustufe 7   | Lechstaustufe 7 – Finsterau     | Finsterau                  | 119,7           | Laufwasserkraftwerk       | 667,0 m        | 8,0 m      | 7,7 MW   | UKW*                | –1950                       |
| Staustufe 8   | Lechstaustufe 8 – Sperber       | Sperber                    | 116,0           | Laufwasserkraftwerk       | 659,0 m        | 7,5 m      | 7,3 MW   | UKW*                | –1947                       |
| Staustufe 8a  | Lechstaustufe 8a – Kinsau       | Kinsau                     | 114,5           | Laufwasserkraftwerk       | - m            | 7,7 m      | 9,2 MW   | UKW*                | 1990–1992                   |
| Staustufe 9   | Lechstaustufe 9 – Apfeldorf     | Apfeldorf                  | 110,0           | Laufwasserkraftwerk       | 642,0 m        | 7,0 m      | 7,2 MW   | UKW*                | –1944                       |
| Staustufe 10  | Lechstaustufe 10 – Epfach       | Epfach                     | 107,0           | Laufwasserkraftwerk       | 635,0 m        | 8,5 m      | 8,3 MW   | UKW*                | –1948                       |
| Staustufe 11  | Lechstaustufe 11 – Lechblick    | Lechblick                  | 101,2           | Laufwasserkraftwerk       | 626,0 m        | 8,0 m      | 8,1 MW   | UKW*                | 1940–1943                   |
| Staustufe 12  | Lechstaustufe 12 – Lechmühlen   | Lechmühlen                 | 98,5            | Laufwasserkraftwerk       | 618,0 m        | 9,0 m      | 7,9 MW   | UKW*                | 1940–1943                   |
| Staustufe 13  | Lechstaustufe 13 – Dornstetten  | Dornstetten                | 94,0            | Laufwasserkraftwerk       | 613,0 m        | 8,0 m      | 8,2 MW   | UKW*                | 1940–1943                   |
| Staustufe 14  | Lechstaustufe 14 – Pitzling     | Pitzling                   | 89,5            | Laufwasserkraftwerk       | 601,0 m        | 8,0 m      | 7,9 MW   | UKW*                | 1940–1944                   |
| Staustufe 15  | Lechstaustufe 15 – Landsberg    | Landsberg                  | 86,3            | Laufwasserkraftwerk       | 593,0 m        | 8,0 m      | 7,8 MW   | UKW*                | 1940–1943                   |
| Wehr          | Karolinenwehr                   | Landsberg                  | 84,6            | Wehr                      | 584,0 m        | –          | –        | –                   | 14. Jahrhundert             |
| Staustufe 16  | nicht gebaut                    | –                          | –               | –                         | –              | –          | –        | –                   | -                           |
| Staustufe 17  | nicht gebaut                    | –                          | –               | –                         | –              | –          | –        | –                   | -                           |
| Staustufe 18  | Lechstaustufe 18 – Kaufering    | Kaufering                  | 76,9            | Laufwasserkraftwerk       | 569,5 m        | 13,3 m     | 16,7 MW  | UKW*                | 1973–1975                   |
| Staustufe 19  | Lechstaustufe 19 – Schwabstadl  | Schwabstadl                | 71,9            | Laufwasserkraftwerk       | 555,9 m        | 9,6 m      | 12,0 MW  | UKW*                | 1980–1981                   |
| Staustufe 20  | Lechstaustufe 20 – Scheuring    | Scheuring                  | 67,8            | Laufwasserkraftwerk       | 546,0 m        | 10,0 m     | 12,2 MW  | UKW*                | –1980                       |
| Staustufe 21  | Lechstaustufe 21 – Prittriching | Prittriching               | 63,9            | Laufwasserkraftwerk       | 536,1 m        | 9,9 m      | 12,1 MW  | UKW*                | 1983–1984                   |
| Staustufe 22  | Lechstaustufe 22 – Unterbergen  | Unterbergen                | 60,4            | Laufwasserkraftwerk       | 526,2 m        | 9,9 m      | 12,4 MW  | UKW*                | 1980–1982                   |
| Staustufe 23  | Mandichosee                     | Merching                   | 56,7            | Laufwasserkraftwerk       | 516,3 m        | 8,3 m      | 12,0 MW  | UKW*                | 1975–1978                   |
| Sohlschwellen | Sohlschwellen 6-1               | Augsburg                   | –               | Wehre                     | –              | –          | –        | –                   | –1938                       |
| Staustufe 24  | nicht gebaut                    | Kissing                    | –               | –                         | –              | –          | –        | –                   | -                           |
| Staustufe 25  | nicht gebaut                    | Augsburg- Siebenbrunn      | –               | –                         | –              | –          | –        | –                   | -                           |
| Wehr          | Hochablass / Kuhsee             | Augsburg- Hochzoll         | 47,0            | Wehr, Laufwasserkraftwerk | 486,0 m        | 5,7 m      | 3,1 MW   | Stadtwerke Augsburg | Mittelalter, 2012–2013      |
| Wehr          | Eisenbahnerwehr                 | Augsburg- Hochzoll         | 45,6            | Buchtenkraftwerk          | 476,8 m        | 6,0 m      | 3,2 MW   | LUWA Energie GmbH   | 2004–2006                   |
| Wehr          | Wolfzahnauwehr                  | Augsburg                   | 40,7            | Buchtenkraftwerk          | –              | 4 m        | 2 MW     | KW Wolfzahnau       | 2009–2010                   |
| Wehr          | Gersthoferwehr                  | Augsburg                   | 37,3            | Wehr                      | 457,0 m        | 4,0 m      | –        | LEW                 | 1898–1901                   |
| Kraftwerk     | –                               | Gersthofen                 | 3,0 Kkm         | Laufwasserkraftwerk       | 456,0 m        | 9,0 m      | 9,9 MW   | LEW                 | 1898–1901                   |
| Kraftwerk     | Kraftwerk Langweid              | Langweid am Lech           | 9,0 Kkm         | Laufwasserkraftwerk       | 446,0 m        | 7,0 m      | 7,0 MW   | LEW                 | 1907–1908                   |
| Kraftwerk     | –                               | Meitingen                  | 14,5 Kkm        | Laufwasserkraftwerk       | 438,0 m        | 10,0 m     | 11,6 MW  | LEW                 | –1922                       |
| Staustufe     | Lechstaustufe Ellgau            | Ellgau                     | 17,1            | Buchtenkraftwerk          | 426,0 m        | 8,3 m      | 9,7 MW   | RMD                 | –1952                       |
| Staustufe     | Lechstaustufe Oberpeiching      | Oberpeiching               | 11,9            | Buchtenkraftwerk          | 416,0 m        | 8,4 m      | 12,3 MW  | RMD                 | –1954                       |
| Staustufe     | Lechstaustufe Rain              | Rain                       | 6,1             | Buchtenkraftwerk          | 408,0 m        | 8,1 m      | 10,9 MW  | RMD                 | –1955                       |
| Staustufe     | Lechstaustufe Feldheim          | Feldheim/Niederschönenfeld | 1,3             | Buchtenkraftwerk          | 399,5 m        | 6,8 m      | 8,5 MW   | RMD                 | –1960                       |

* UKW = Uniper Kraftwerke

## Verkehrswege am Lech
Wie an den meisten Flüssen entstanden auch am Lech früh Handelswege, der bekannteste unter ihnen ist die ehemalige römische Handelsstraße Via Claudia Augusta, die vom damaligen Augusta Vindelicum (Augsburg) in Richtung Rom verlief. Heute dient das Lechtal als Trasse neuzeitlicher Verkehrswege, also für Eisenbahnen und moderne Straßen.

### Lechweg

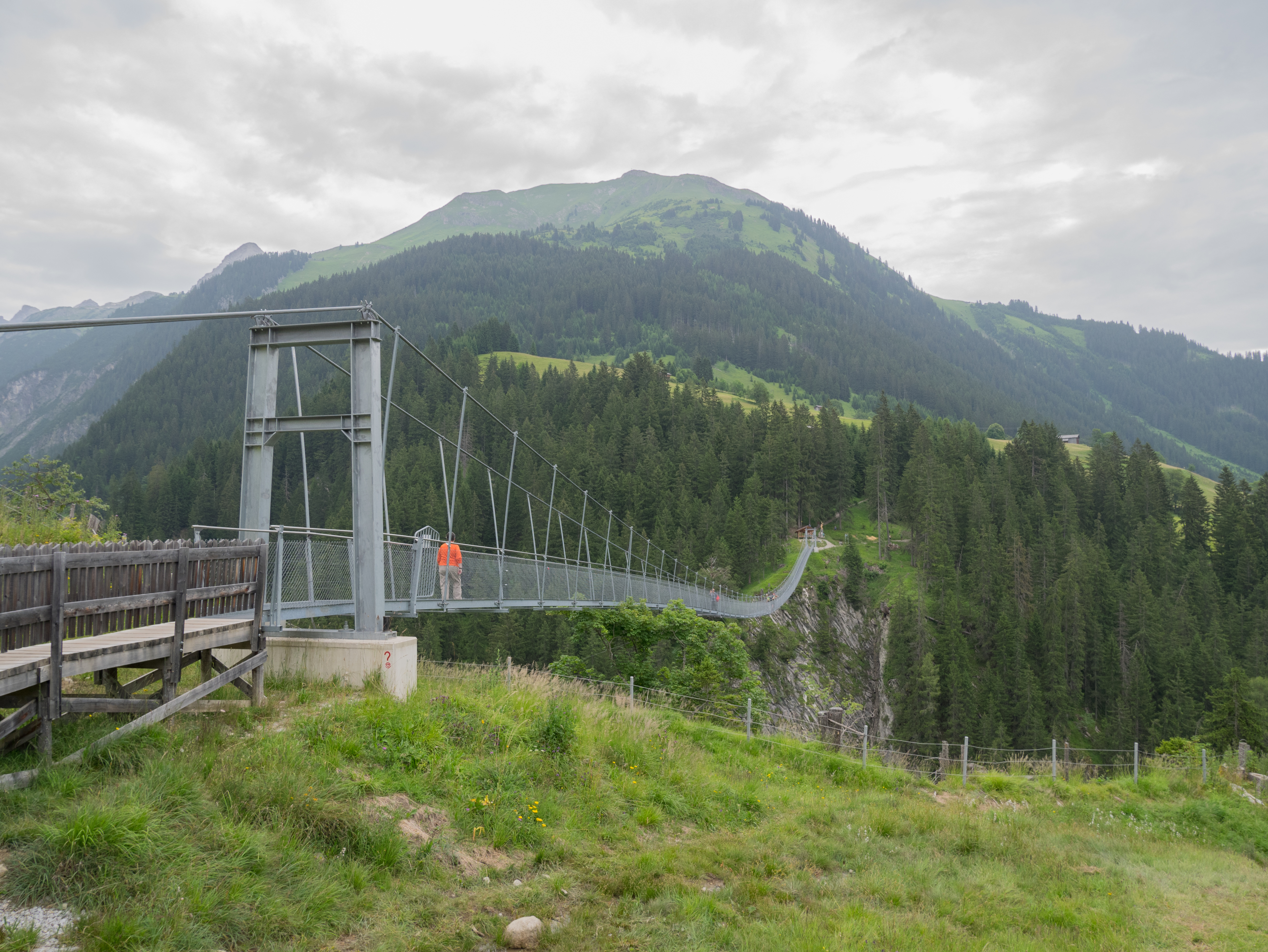
Hängebrücke über die Höhenbachtalschlucht bei Holzgau

Der Oberlauf des Flusses im Lechtal ist seit Juli 2012 auf dem neu eingerichteten Lechweg erwanderbar. Von der Quelle beim Formarinsee bis zum Ende des Wanderweges beim Lechfall sind die etwas mehr als 120 km und 16 Etappen in individuell zugeschnittenen Abschnitten in etwa sechs bis acht Tagen zu erwandern. Der Startpunkt ist vom Ort Lech im Sommer mit dem Wanderbus erreichbar. Der Weg ist in der Regel ab Mai bis Oktober gehbar, die beiden Etappen zwischen dem Formarinsee und Warth erst ab dem Saisonstart in Lech am Arlberg, der meist um den 20. Juni liegt. Höhepunkt der Tour ist die Hängebrücke Holzgau. Der Wanderweg wurde bereits zur Eröffnung von der Europäischen Wandervereinigung als Leading Quality Trail klassifiziert.

### Lechradweg
Der im Jahr 2022 eröffnete und ausgeschilderte Lechradweg verläuft auf ca. 245 km Länge von der Mündung in die Donau bei Marxheim bis nach Steeg im Tiroler Lechtal.

### Straßenverkehr

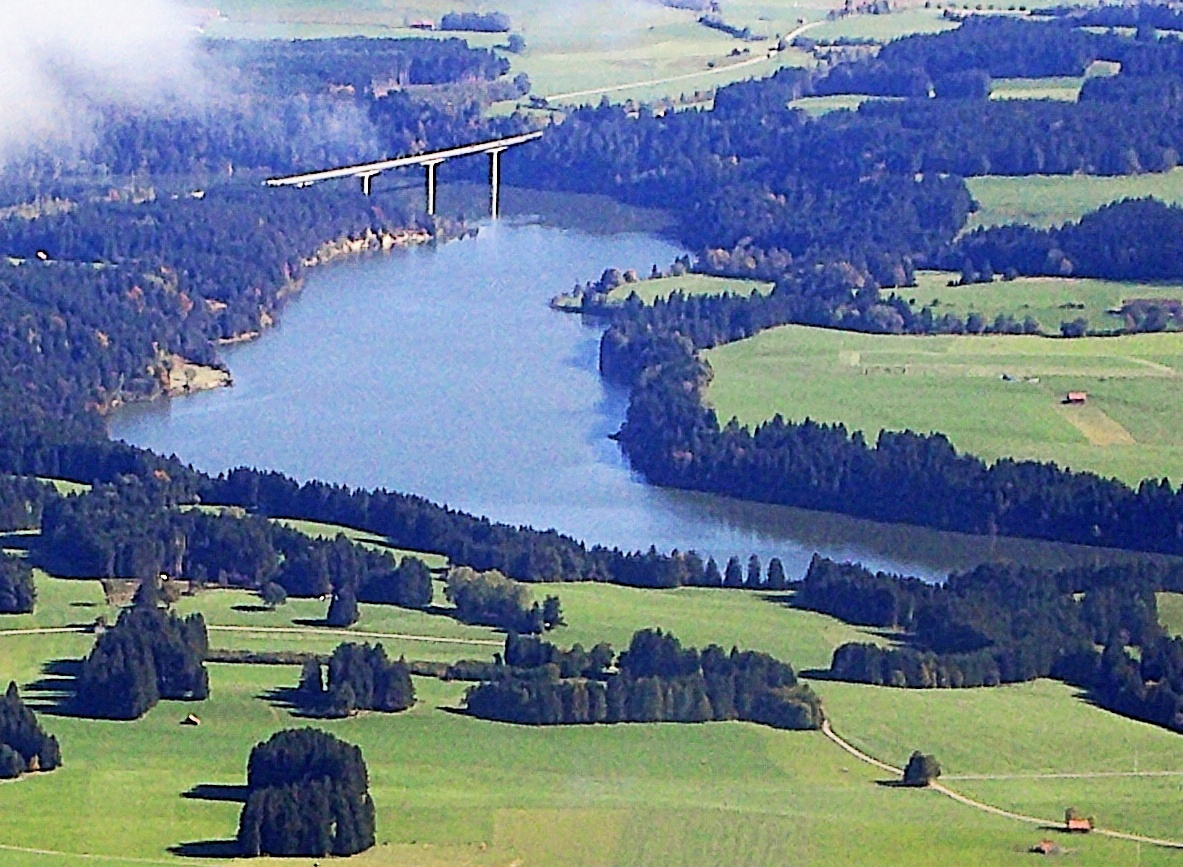
Stausee der Lechstaustufe 6 (südlicher Teil), hinten die Lechtalbrücke Schongau

Der Lechlauf wird fast auf ganzer Länge von Bundesstraßen begleitet.
Den alpinen Lech begleitet ab der gleichnamigen Gemeinde Lech in Vorarlberg über Weißenbach am Lech bis Reutte in Tirol die Bundesstraße 198, welche auch „Lechtalstraße“ genannt wird. Ab Reutte trifft der Lech auf die „Fernpass Straße“ B 179, die ihn bis zum Grenzübergang Österreich/Deutschland begleitet.
Entlang des Forggensees verlaufen östlich die Bundesstraße 17 sowie die westlich von der B 17 abzweigende Bundesstraße 16.
Nahe der Litzauer Schleife macht die B 17 einen Bogen in Richtung Peiting, wo sie sich gemeinsam mit der Bundesstraße 472 nach Westen in Richtung Schongau wendet und den Lech im Übergang von der Litzauer Schleife zur Dornauer Talsperre überquert. Obwohl die B 17 komplett parallel zum Lech verläuft, ist die knapp 600 Meter lange Lechtalbrücke Schongau die einzige Überquerung des Flusses, aber zugleich eine der längsten Brücken Bayerns.
Von Schongau nach Landsberg am Lech fließt der Lech im Abstand von einem Kilometer mäanderartig entlang der B 17, die hier zu einer geraden Straße ausgebaut ist. Sie verläuft ab Landsberg wegen des steilen Ostufers dauerhaft westlich des Lechs. Nördlich von Landsberg unterquert der Lech die Bundesautobahn 96.
Weiter in Richtung Augsburg ist die B 17 zu einer „gelben Autobahn“ ausgebaut. Um das ökologische System der Lechtalheiden und des Auwaldes nicht zu gefährden, wendet sich die B 17 bis zu einem Maximalabstand von sechs Kilometern vom Lech ab.
Im Stadtgebiet Augsburgs kreuzt der Lech die Bundesstraße 300 sowie die Bundesstraße 2, die in etwa vier Kilometer am Ufer des Lechs verläuft. An der Stadtgrenze zwischen Augsburg und Gersthofen unterquert der Fluss die Lechbrücke der Bundesautobahn 8, die aufgrund des 6-spurigen Ausbaus von 2004 bis 2007 als Neubau entstand.
Nördlich von Augsburg fließt der Lech parallel zur B 2, die in Richtung Nürnberg weiter verläuft. Kurz vor seiner Mündung nahe Donauwörth kreuzt der Lech noch einmal die B 16. Sowohl die erste als auch die letzte Straße in Deutschland, die der Lech unterquert, ist die B 16.

### Eisenbahnen am Lech
Die Eisenbahn nutzt das Lechtal zur Schaffung von Nord-Süd-Verbindungen, hauptsächlich Anbindungen des Allgäus nach Augsburg bzw. von Augsburg nach Nordbayern. Vier Eisenbahnstrecken verlaufen ganz oder teilweise parallel zum Lech, nämlich:
- die Bahnstrecke Augsburg–Nördlingen bis Donauwörth
- die Bahnstrecke Bobingen–Kaufering
- die Bahnstrecke Kaufering–Landsberg am Lech
- die Bahnstrecke Landsberg am Lech–Schongau
- die Außerfernbahn zwischen Reutte und Vils

In Rain kreuzt die Bahnstrecke Ingolstadt–Neuoffingen den Lech, in Augsburg-Hochzoll die Bahnstrecke München–Augsburg, in Kaufering die Bahnstrecke München–Buchloe.
Die Kinsauer Zahnradbahn, Bayerns erste Zahnradbahn, bestand von 1907 bis 1929 in Kinsau. Auf ihr wurde Zellstoff von einer an der heutigen Staustufe 8a gelegenen Papiermühle zum Bahnhof Kinsau an der Fuchstalbahn transportiert.